# Historia del Euskaltel-Euskadi de 1997 a 2005
El equipo de ciclismo vasco conocido hasta 1997 como Euskadi dependía en aquel entonces de la Fundación Euskadi, creada para fomentar el ciclismo y la cantera vasca. En sus primeros años tendría una trayectoria modesta marcada por la escasez de victorias y los problemas económicos del equipo debidos a la falta de recursos financieros. A principios de 1997, las dificultades económicas del equipo y la necesidad de atraer a un patrocinador que garantizara su viabilidad hicieron que los corredores acudieran a la Vuelta al País Vasco especialmente presionados para lograr una victoria, aunque esta no llegó. A mediados de la temporada la gravedad de la situación financiera de la escuadra era tal que llegó a no pagar los sueldos a sus empleados. A finales de mayo se anunció que la empresa petrolífera Petronor salvaría al equipo aportando 25 millones de pesetas hasta final de temporada; como consecuencia de este acuerdo, la escuadra sería renombrada como Euskadi-Petronor.
El 17 de junio la junta directiva de Euskaltel, una nueva compañía de telecomunicaciones participada por las instituciones vascas, aprobó su ingreso como patrocinador del equipo ciclista con una aportación de 26,5 millones de pesetas. El contrato de patrocinio fue firmado por las dos partes el 1 de agosto y entró en vigor en septiembre, coincidiendo con la disputa de la Vuelta a España, carrera en la que el equipo competiría renombrado ya como Euskaltel-Euskadi; el acuerdo evitó la desaparición de la escuadra, que había acumulado una deuda de 69 millones de pesetas. El cambio de denominación tuvo también su reflejo en el maillot, que abandonó su tradicional diseño tricolor (blanco con detalles verdes y rojos, los colores de la ikurriña) por uno en el que predominaban el blanco y el azul de su nuevo patrocinador principal, completado con unos detalles en rojo y el logo tricolor de la Fundación. En un momento en que Euskaltel acababa de entrar en funcionamiento (no inició sus operaciones hasta octubre, un mes después de su aparición en los maillots), su entrada como patrocinador buscaba dar a conocer la nueva marca entre la sociedad vasca de cara al lanzamiento de los primeros servicios a clientes a lo largo del siguiente año; ocho años después, con la empresa ya consolidada en el mercado de telefonía, la propia Euskaltel se referiría en su memoria de 2005 a su todavía vigente patrocinio del equipo como "posiblemente el hito de mayor impacto y proyección social" desde su creación.
La llegada de Euskaltel como nuevo patrocinador principal a partir de la Vuelta a España 1997 dotó al equipo de una estabilidad económica hasta entonces inexistente. A cambio el nombre de la formación pasó a ser Euskaltel-Euskadi y se renovó el equipamiento e imagen en las vestimentas, aunque el logotipo tricolor de la Fundación Euskadi, que seguía siendo la propietaria de la escuadra, se mantuvo en el maillot. Por otro lado, en 1998 se designó como nuevo director deportivo, en reemplazo de Txomin Perurena, al exciclista Julián Gorospe, en la que sería su primera experiencia al mando de un equipo profesional tras pasar por el amateur Olarra-Ercoreca.
Bajo la dirección de Gorospe el equipo experimentó una profunda transformación que incluyó una mayor profesionalización. Se pasó de ser uno de los equipos más modestos del pelotón a ascender a la Primera División del ciclismo, debutando y convirtiéndose en un fijo en el Tour de Francia y consolidándose en la élite hasta convertirse una de las veinte escuadras que fueron incluidas en el UCI ProTour.
El equipo pasó a nutrirse mayoritariamente de ciclistas procedentes del Olarra/Orbea, formación controlada por Miguel Madariaga; los corredores procedentes de otras escuadras amateur a los que se les daba la opción de pasar a profesionales serían una minoría.

## Últimos meses de Perurena e inicio de la era Gorospe
Durante los primeros dos años de Gorospe, el equipo continuó en la Segunda División, con algunas victorias de importancia como la de Roberto Laiseka en la etapa de la Vuelta a España 1999, en lo que fue el primer triunfo del equipo en una gran vuelta. Además, fue cantera de varios jóvenes valores como Igor González de Galdeano y Joseba Beloki.

### 1997
Al tiempo que el futuro de la formación entonces conocida como Euskadi-Petronor se decidía en los despachos, la plantilla logró sumar dos victorias a su palmarés: se impuso en la contrarreloj por equipos de la Vuelta a La Rioja, e Igor González de Galdeano ganó una etapa de la Vuelta a los Valles Mineros. En la Bicicleta Vasca disputada en casa sus ciclistas se metieron en diversas escapadas en busca de una victoria de etapa, objetivo que no pudieron materializar. César Solaun fue segundo en el Campeonato de España en ruta disputado en Melilla, al ser batido al sprint por su compañero de fuga José María Jiménez (Banesto); el alavés subió así al podio como subcampeón para recibir la medalla de plata.
Durante la Vuelta Álvaro González de Galdeano tuvo que abandonar al encontrarse aún convaleciente de la nefrolitiasis (con clínica de cólico nefrítico y hematuria macroscópica) que había sufrido días antes del inicio de la carrera. A la conclusión de la ronda española la escuadra seguía sin estrenar su casillero de victorias en una gran vuelta. Por otra parte, en el Tour del Porvenir el equipo incluyó en su plantel a los jóvenes Txema del Olmo y Gorka Gerrikagoitia, procedentes del campo aficionado.
Ya en octubre tuvo lugar un Mundial que se celebraba ese año en San Sebastián, donde el alavés Igor González de Galdeano corrió con la selección española en la prueba en línea. Dentro de la cita mundialista participó también Alberto Martínez, en su caso en la contrarreloj sub-23, sufriendo un fuerte accidente al impactar con un vehículo de la organización que le ocasionó una fractura de clavícula y un neumotórax.
La Escalada a Montjuic fue la última carrera con Txomin Perurena como director deportivo del equipo, tras cuatro temporadas al volante. La forma en la que produjo su relevo, después de que hubiera dirigido a la escuadra en unos difíciles primeros años marcados por las estrecheces económicas en los que había actuado como un padre para los corredores, motivó algunas voces críticas entre los aficionados, que años después seguirían calificando de "impresentable" lo ocurrido. En cuanto a la plantilla, el Banesto fichó a Solaun para la siguiente temporada, mientras que Vitalicio Seguros hizo lo propio con Íñigo González de Heredia. En el capítulo de bajas se englobó también la no renovación de David García, tras dos temporadas decepcionantes; el navarro se fue junto a Heredia al equipo dirigido por Javier Mínguez.

### 1998
En 1998 el equipo tendría su primera temporada completa con el nombre Euskaltel-Euskadi y un presupuesto de 250 millones de pesetas, procedente a partes iguales de su nuevo patrocinador principal Euskaltel y de la propia Fundación Euskadi. En esta etapa la Fundación puso en marcha otros proyectos como el Aula Pedágogica.
La nueva andadura con Julián Gorospe como director deportivo empezó con una concentración en el enclave alavés de Barría, a la que siguieron la presentación oficial en Vitoria y el debut en la Challenge de Mallorca. El equipo, que se había reforzado ese invierno con los fichajes de Íñigo Chaurreau (Polti) y Ramontxu González Arrieta (Banesto), dio la alternativa a los neoprofesionales procedentes del campo aficionado Joseba Beloki, Alberto Martínez y Aitor Kintana; a ellos se sumaba la confirmación como profesionales de los ya iniciados en la disciplina de la formación Txema del Olmo y Gorka Gerrikagoitia, así como la incorporación del joven Ángel Castresana tras haber debutado ya con el Estepona.
En el Trofeo Comunidad Foral de Navarra Unai Etxebarria se hizo con las metas volantes. Ya en la Vuelta al País Vasco el equipo intentó hacerse notar mediante alguna fuga en pos de una victoria de etapa: Roberto Laiseka e Íñigo Chaurreau lo intentaron en distintas jornadas, ambos sin éxito. En una edición caracterizada por una gran participación, los ciclistas del conjunto vasco volvieron a quedar fuera de las primeras posiciones de la clasificación general; fue precisamente un excorredor del equipo, Íñigo Cuesta, quien se hizo con el triunfo final en una actuación alejada de su papel habitual como gregario dentro de la ONCE.
Igor González de Galdeano ganó la Clásica de Sabiñánigo y una etapa de la Vuelta a Galicia. Su hermano Álvaro ganó una etapa del G. P. Jornal de Noticias. Unai Etxebarria ganó también en tierras lusas dos etapas de la Vuelta a Portugal.

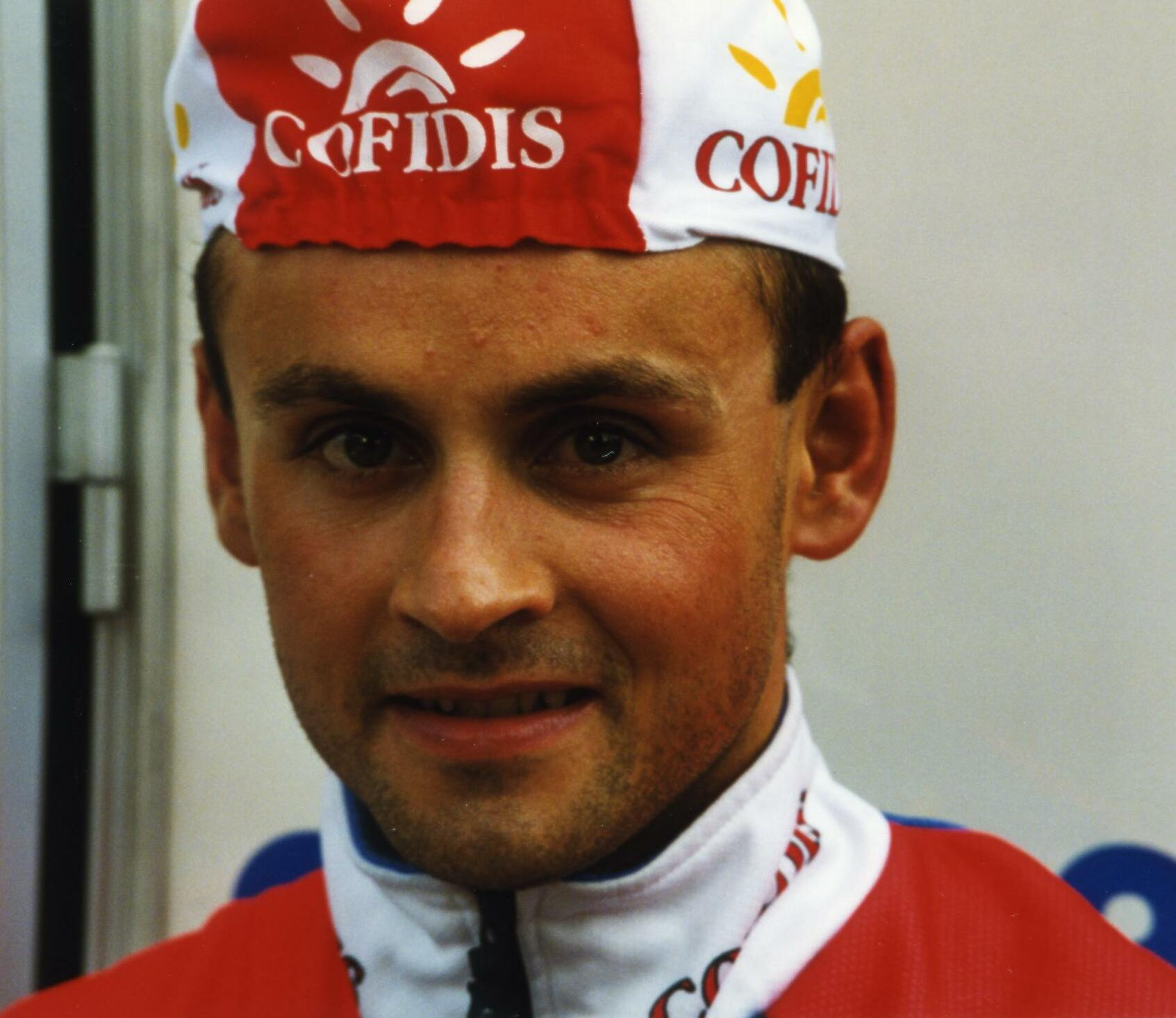
Rinero, en el Tour del Porvenir que ganó ante Txema del Olmo tras la debacle de Joseba Beloki bajando la Madeleine camino a Courchevel.

Txema del Olmo ganó una etapa del Tour del Porvenir, concluyendo asimismo segundo en la clasificación general, aunque a 5 min 06 s del ganador Christophe Rinero (Cofidis). Su compañero Beloki era el líder de la carrera cuando en la última etapa, disputada en los Alpes, se quedó prácticamente helado bajando una nevada La Madeleine y perdió sus opciones de ganar mientras su rival y a la postre vencedor Rinero enfilaba la subida final a Courchevel, concluyendo finalmente quinto en la general (a 16 min 38 s).
En la Vuelta a España, Álvaro González de Galdeano terminó séptimo en la general, logrando así la mejor clasificación de un ciclista del equipo en la ronda española. Esa buena posición del vitoriano, que llegó a marchar en el grupo de favoritos durante algunas de las principales etapas de montaña, protagonizó la participación del conjunto en la ronda española. En la primera etapa, disputada bajo un intenso calor en Córdoba, los dos hermanos Galdeano protagonizaron un intento de fuga conjunto al que posteriormente se sumaron otros corredores, en una tentativa que fue no obstante alcanzada por el pelotón a menos de un kilómetro de meta.
Con la financiación del equipo garantizada por dos temporadas más, el principal reto consistía en mantener a sus ciclistas más prometedores ante el interés de otras escuadras, especialmente los hermanos Igor y Álvaro González de Álvaro, ambos con contrato en vigor pero con ofertas de otros equipos. Finalmente los hermanos Galdeano ficharon por el Vitalicio Seguros de Javier Mínguez.
En la parte final de la temporada se produjo un deterioro en las relaciones entre Abraham Olano y el Banesto, formación con la que acababa contrato. El ciclista guipuzcoano, que había sido campeón del mundo en ruta en 1995 y había logrado ese año imponerse en la Vuelta a España y proclamarse campeón del mundo contrarreloj, inició negociaciones con la ONCE dirigida por Manolo Saiz, pero una serie de divergencias económicas bloquearon el proceso, haciendo que otros equipos se interesaran. Entre los posibles interesados figuraba el Euskaltel-Euskadi, a pesar de que el caché de Olano, uno de los corredores más cotizados del pelotón internacional, era excesivo para el conjunto vasco tanto en lo económico como en lo deportivo. Finalmente Olano llegó a un acuerdo con la ONCE, donde militaría durante cuatro temporadas hasta su retirada en 2002.

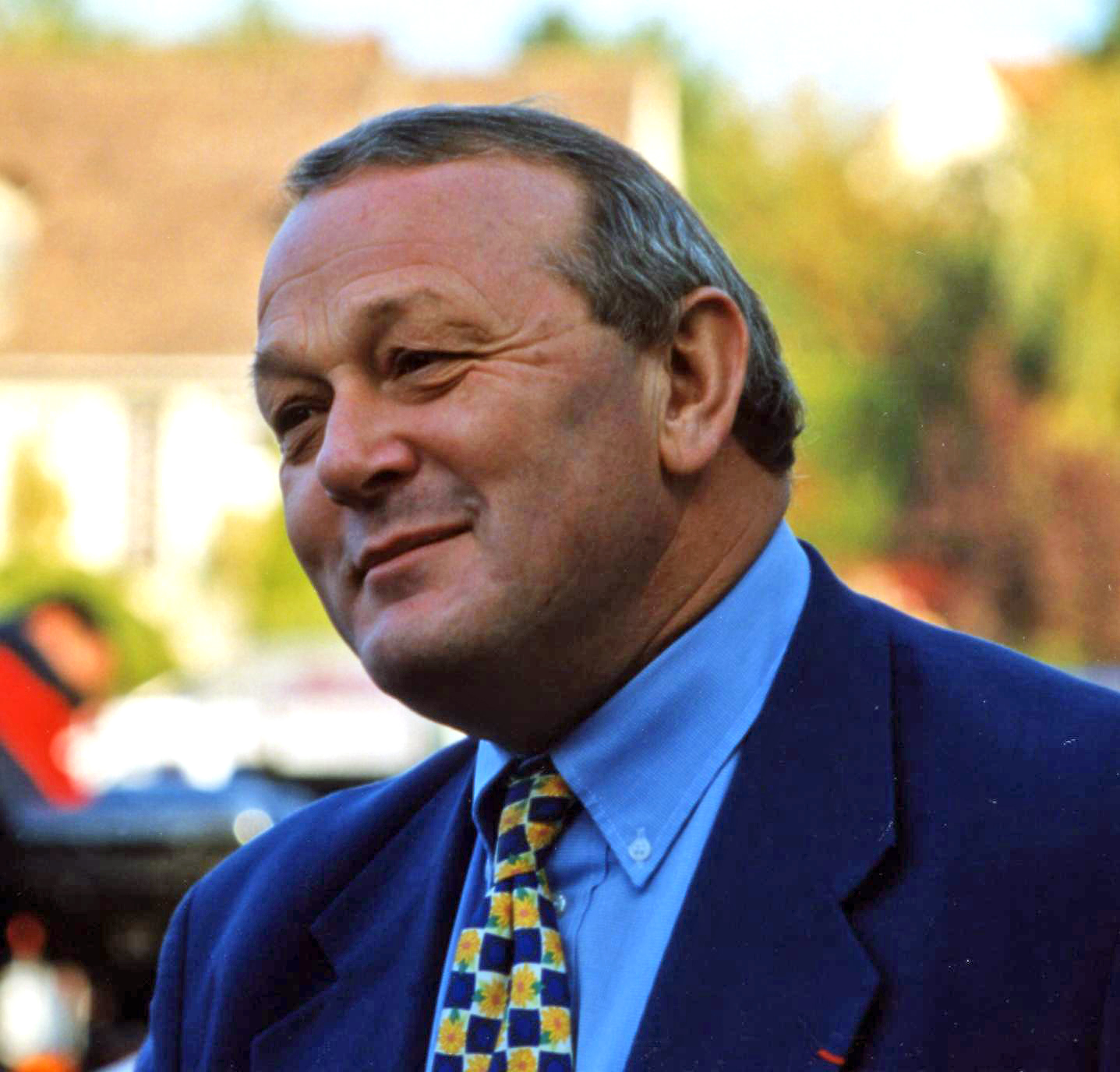
Jean-Marie Leblanc, director del Tour de Francia, dio a Madariaga una lista de requisitos para ser invitado.

Madariaga viajó al Tour de Francia para reunirse con el director de la ronda gala, Jean-Marie Leblanc, y manifestarle su deseo de que el equipo fuera invitado a participar en un futuro por la organización. Leblanc le contestó que debían cumplir para ello con una serie de requisitos, y le dio una lista con los pasos que debían dar para llegar a los estándares exigidos, fundamentalmente en lo relativo a infraestructura y logística (la adquisición de autobuses propios, por ejemplo). A su regreso el mánager general se entrevistó con José Luis Bilbao, teniente de diputado general vizcaíno, para exponerle la situación; según comentaría Madariaga años después, la Diputación vizcaína "echó el resto" para cumplir el objetivo.

### 1999
El equipo contaba con 290 millones de pesetas de presupuesto, proviniendo el 70% del mismo de Euskaltel. Los cinco nuevos miembros de la plantilla eran todos neoprofesionales, tres de ellos procedentes del Olarra-Ercoreca. El equipo fue invitado por primera vez a una serie de carreras francesas de primer nivel, entre las que destacaban la Dauphiné Libéré, el Critérium Internacional y la Midi Libre. La primera de esas citas fue el Critérium Internacional, donde la formación se dejó ver de la mano de Igor Flores, cuarto en la jornada inaugural.
La participación de sus corredores en las pequeñas vueltas por etapas españolas que constituían la mayor parte del calendario del conjunto vasco se caracterizó por los sucesivos intentos en busca de victorias parciales a través de escapadas tanto en solitario como en compañía, esfuerzos que se fueron revelando no obstante fútiles. En la primera etapa de la Semana Catalana Alberto López de Munain protagonizó junto a Marcel Wüst la escapada del día, pero a 34 km de meta se quedó sin fuerzas y fue alcanzado por el pelotón mientras que el velocista alemán llegó en solitario a la meta de Lloret de Mar para lograr un triunfo atípico en su carrera. En Vuelta a La Rioja los ciclistas intentaron lograr alguna victoria a través de una fuga en solitario o en grupo; a pesar de no lograr el objetivo, dicho empeño hizo que Bingen Fernández recibiera el premio de la montaña. En Aragón fue Unai Etxebarria quien lo intentó en una larga fuga junto a Ken Livingstone, mientras que en Burgos fue el turno de un Ángel Castresana (esta vez en solitario) cuya tentativa fue neutralizada a pocos kilómetros de meta.
Las dos primeras victorias del año tuvieron lugar en pequeñas vueltas de Portugal. Así, y después de que Mikel Pradera ya hubiera sido segundo en la general del G. P. Internacional Telecom, Aitor Silloniz se impuso en una etapa del G. P. Mitsubishi, mientras que José Alberto Martínez hizo lo propio en un G. P. Jornal de Noticias: su victoria en la penúltima etapa le valió el liderato provisional, que perdió en la contarreloj final frente a Melcior Mauri por un segundo, concluyendo así la ronda en segunda posición. La participación del equipo en carreras del calendario luso tuvo no obstante su reverso trágico más adelantada la temporada: el 13 de julio, de regreso del Trofeo Joaquim Agostinho, uno de los coches del equipo chocó frontalmente con un automóvil, con resultado de dos muertos (los dos ocupantes del otro vehículo) y cuatro heridos (tres ciclistas y el mecánico Tomás Amezaga).
En la Vuelta al País Vasco los jóvenes Bingen Fernández y Txema del Olmo fueron protagonistas en las primeras etapas, y aunque no llegaron a ganar el hecho de que estuvieran en condiciones de disputarlas frente a los grandes nombres del pelotón internacional supuso en sí mismo una sorpresa para los aficionados. El mejor clasificado en la general final fue Íñigo Chaurreau, undécimo a 1 min 58 s del ganador y dominador de esa edición Laurent Jalabert (ONCE) pero a menos de un minuto del tercer clasificado, Davide Rebellin (Polti).
Alberto Martínez logró imponerse en solitario en la primera etapa de la Midi Libre, prueba en la que subió al podio final como tercer clasificado en la general tras perder en la última etapa con final en Mende el liderato que ostentaba desde la jornada inicial. Poco después fue segundo en la Bicicleta Vasca, quedando a 36" del maillot azul de ganador, que fue para David Etxebarria. Precisamente en la subida a Arrate de la cita eibarresa el equipo luchó por la victoria de etapa metiendo a dos hombres en el grupo de seis fugados que se disputaron el triunfo, pero fueron batidos por Fernando Escartín. Uno de ellos, Roberto Laiseka, había sido dos semanas antes segundo en la Vuelta a Asturias.
El otro, Joseba Beloki, fue posteriormente cuarto en la Dauphiné Libéré: tras haber sido cuarto en la cronoescalada al Mont Ventoux, y tercero en la etapa reina con final en la estación de esquí Plaine-Joux (Passy), quedó a nueve segundos del podio. Poco después volvió a ser cuarto en otra vuelta por etapas de una semana, la Volta a Cataluña: tras ceder 2" ante José María Jiménez en la etapa reina de Els Cortals d'Encamp, El Chava le sacó 4 s más en la cronoescalada final a La Rabassa, dejándole fuera del podio por apenas 2 s. El vitoriano, en su segundo año como profesional, completó su buen mes de junio con un tercer puesto en el Campeonato de España de ruta disputado en Córdoba, subiendo al podio para recibir la medalla de bronce. No obstante, Beloki manifestó su deseo de irse a otra escuadra porque no se encontraba a gusto en el equipo, y terminó fichando por el Festina-Lotus, con el que sería tercero en el Tour de Francia 2000.
Dos jóvenes corredores se metieron entre los mejores del Tour del Porvenir: Alberto Martínez (quien ya había destacado en la Midi Libre) y Peio Arreitunandia terminaron quinto y sexto respectivamente en la clasificación general, en una edición que ganó Unai Osa por delante de su compañero David Latasa tras la cabalgada pirenaica protagonizada por ambos ciclistas del Banesto camino a Cauterets en la que sacaron más de cuatro minutos al resto de competidores. Por otra parte, Haimar Zubeldia mantuvo en su segunda temporada una línea regular que le llevó a ser décimo en la general de la Volta catalana y en el Campeonato de España de ruta, sexto en la Clásica de Ordizia y noveno en la ronda burgalesa; además, en la Clásica de San Sebastián (puntuable para la Copa del Mundo) fue el único representante del equipo que llegó en el grupo de veintiocho que arribó al Bulevar donostiarra a 43" del ganador Francesco Casagrande, y al día siguiente fue también el mejor clasificado en la Subida a Urkiola merced a su duodécimo puesto.

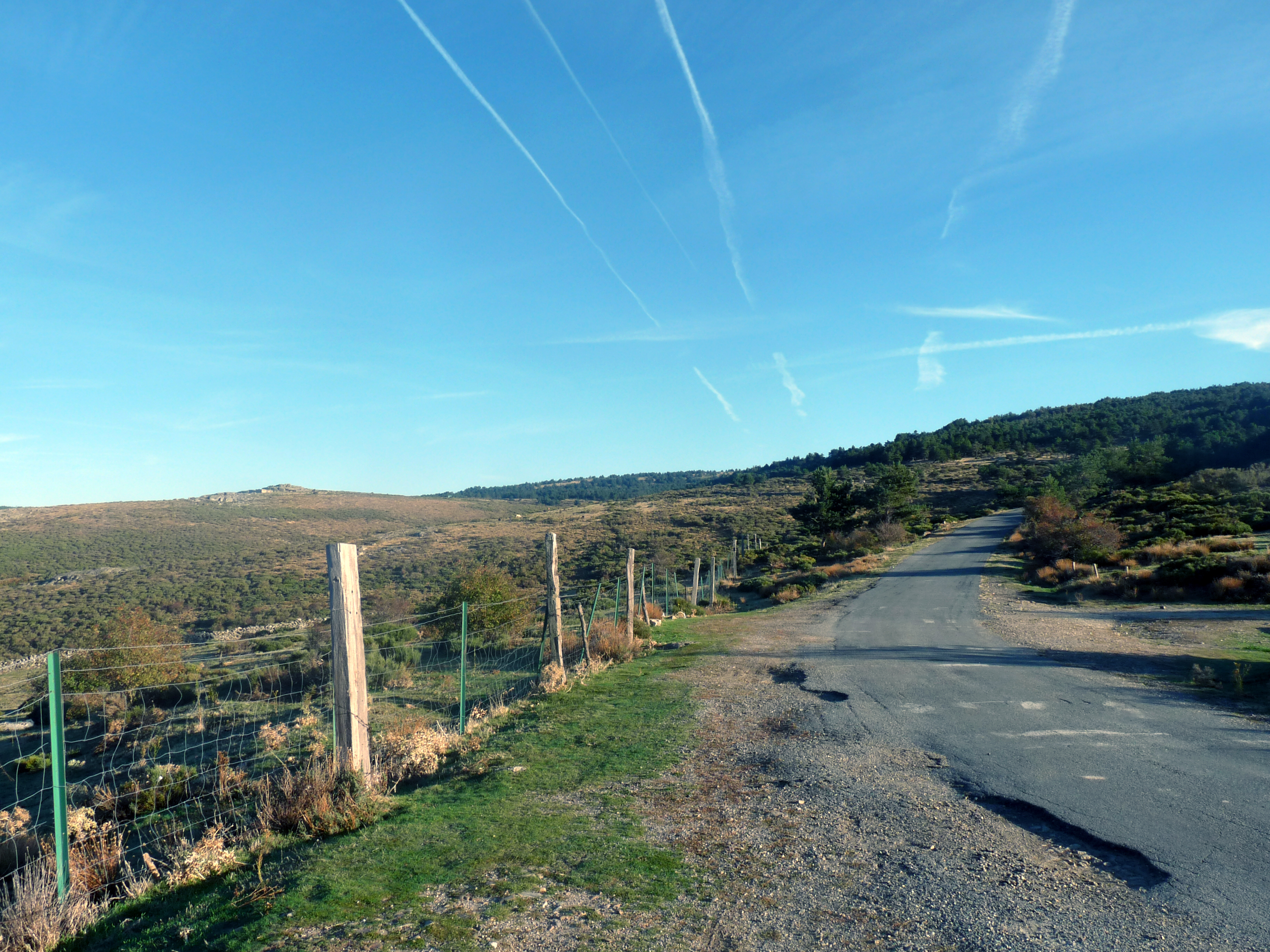
Vista parcial del Alto de Abantos, donde Roberto Laiseka ganó una etapa de la Vuelta a España 1999, la victoria más importante del equipo.

La primera victoria en una gran vuelta llegó en la Vuelta a España de ese año de la mano de Roberto Laiseka: el escalador vizcaíno logró ganar la 19.ª etapa, con final en el Alto de Abantos, gracias a un ataque en dicha ascensión que le permitió llegar en solitario a la cima. El corredor, que llevaba en el equipo desde su primera temporada, mostró su satisfacción por haber logrado el primer triunfo de etapa del equipo en una gran vuelta, seis años después de su creación. Gorospe calificaría esa victoria de Laiseka como un de punto de inflexión en la historia del equipo, que ya lo había intentado sin éxito en jornadas anteriores de esa edición de la ronda española con corredores como Igor Flores; Madariaga lo resumiría del siguiente modo: "Si no gana Roberto... Ninguna victoria fue ni será tan importante". El abulense José María Jiménez, jefe de filas del Banesto, protagonizó la polémica de la jornada cuando comentó, frustrado por no haber podido ganar en su etapa de casa, que ese día había ganado "un medio español".
Laiseka participó poco después en el Mundial disputado en Verona, dentro de la selección española que compitió en la carrera en línea y que se saldó con el éxito del triunfo de Óscar Freire, en el que sería el primer título mundial para el velocista cántabro.
Los medios de comunicación (en esta ocasión, un diario deportivo madrileño) situaron de nuevo a Abraham Olano en la órbita del equipo, posibilidad que fue rotundamente descartada por Manolo Saiz, mánager general de la ONCE donde militaba el jefe de filas guipuzcoano.

## Salto a Primera y estreno en el Tour: un sueño cumplido
El paso a la temporada 2000 trajo consigo diversos cambios que definirían el devenir de la formación en los años sucesivos. Así, y coincidiendo con un cambio en los colores corporativos de su patrocinador Euskaltel, la equipación vivió una nueva transformación: el maillot pasó a ser predominantemente naranja y el culote quedó fijado como azul oscuro; salvo ligeras variaciones, estos colores se mantendrían como los identificativos de la formación hasta su final. Además el equipo dio un salto en su capacidad económica al verse notablemente incrementado su presupuesto, que ascendió a 450 millones de pesetas: 220 millones procedentes de Euskaltel y el resto a través de la Fundación Euskadi (entre ayudas de las instituciones y la aportación de los socios).
Esta mejora y estabilidad en el plano económico, sumada a los buenos resultados obtenidos en la carretera la temporada anterior, hizo que el equipo aumentara su ambición en el plano deportivo. De esta forma el principal objetivo para el nuevo año pasó a ser el ascenso desde la Segunda a la Primera División de la UCI, la máxima categoría del ciclismo en ruta en la que se incluían los mejores equipos del mundo; unos buenos resultados en esa pelea planteaban además la posibilidad de obtener una invitación para correr el Tour de Francia. El jefe médico de la escuadra sería Jesús Losa.
A todo ello se sumaba la destacada temporada anterior (53 victorias) de su filial de facto en el campo aficionado, el Olarra-Ercoreca, circunstancia que impulsó algunos cambios en el organigrama interno: su hasta entonces director Rubén Gorospe subió al primer equipo como adjunto de su hermano Julián, siendo ocupado su puesto por Arsenio González y Xabier Artetxe, al tiempo que se dio la alternativa a los jóvenes Samuel Sánchez y Gorka Arrizabalaga. Sánchez, el hombre con más victorias de la escuadra amateur, pudo dar el salto al primer equipo pese a su condición de asturiano porque al haberse formado en la estructura vasca cumplía con lo requerido en los estatutos; Arrizabalaga, por su parte, había destacado ganando la general de la Vuelta al Bidasoa y de la Vuelta a Álava. En contraste, la Fundación no dio la opción de debutar como profesional a Rubén Oarbeaskoa a pesar de que había ganado el Torneo Euskaldun y la Bira vizcaína, por lo tuvo que fichar por un equipo portugués.
El debut que más interés habría de despertar era no obstante el de Iban Mayo, un prometedor ciclista vizcaíno que había destacado como amateur. El hecho de que su paso por el campo aficionado hubiera sido con el Cafés Baqué, en lugar de con el Olarra-Ercoreca, dificultó su contratación, y según revelaría el propio Mayo años después fue en parte la presión ejercida por la prensa la que hizo posible su incorporación. Por el contrario, los neoprofesionales guipuzcoanos Igor Astarloa y Juanma Gárate hicieron su debut con los equipos italianos Mercatone Uno y Lampre respectivamente; el caso de Astarloa creó cierta controversia por el papel que habría desempeñado en dicho desenlace el hecho de que Sabino Angoitia hubiera sido su mentor y director (al igual que el de Mayo) en el Cafés Baqué aficionado.

### 2000

#### Inicio de temporada con victorias
El equipo, sabedor de que ese año era todavía poco probable que obtuviera una de las tres invitaciones concedidas por la organización para participar en el Tour de Francia, se centró esa temporada en obtener unos buenos resultados pensando especialmente en la siguiente temporada: el ascenso a la Primera división para estrenarse en la máxima categoría de la UCI o la acumulación de méritos para poder obtener una invitación del Tour en 2001 y debutar así en la ronda gala pasaron a ser objetivos del equipo. Con ese fin centraría sus esfuerzos en torno al mes de junio (la Bicicleta Vasca en casa y, sobre todo, la Dauphiné Libéré en Francia, vuelta de una semana previa al Tour y escaparate ante los organizadores de la Grande Boucle) y en la Vuelta a España a disputar en septiembre, si bien el propósito de Julián Gorospe era lograr además una mayor regularidad a lo largo de la temporada.  Con una plantilla compuesta en su mayoría por ciclistas jóvenes e inexpertos con un potencial incierto, la ausencia de un jefe de filas claro seguía siendo una de las características de la escuadra.
Alberto Martínez tuvo un destacado inicio de temporada, subiendo al podio como tercer clasificado tanto en la Vuelta a la Comunidad Valenciana como en la Vuelta a Murcia. Poco después ganó la contrarreloj final del GP Portugal Telecom y fue segundo en la general, a 3 s del ganador, el luso José Azevedo. Con esos resultados, el equipo esperaba completar un buen Critérium Internacional, que ese año se disputaba en el País Vasco francés. Sin embargo, las caídas fueron las protagonistas de la participación de la escuadra en la cita vascofrancesa: el jefe de filas, Martínez, sufrió una grave caída en la que impactó con su cara, siendo necesaria la realización de 50 puntos de sutura y no pudiendo recuperarse para la inminente Vuelta al País Vasco; otro ciclista en forma como Gorka Gerrikagoitia se fracturó asimismo la clavícula, siendo también baja para la ronda vasca.
Pese a las bajas el equipo completó una buena Vuelta al País Vasco, con Bingen Fernández finalizando cuarto en la general, a 33 s del ganador Andreas Klöden (Telekom) y a solo dos segundos del tercer cajón del podio de Laurent Jalabert (ONCE); dichas diferencias fueron idénticas a las registradas en los nueve kilómetros de la decisiva cronoescalada final a Madarixa (Azcoitia). El equipo destacó a lo largo de la carrera por su combatividad, con Alberto López de Munain como ganador del maillot de la montaña y la presencia de distintos corredores en las diversas fugas de la carrera, incluidos los 100 km que estuvo escapado en solitario Aitor Silloniz en la primera etapa hasta ser neutralizado por el pelotón a falta de dos para meta.
Unai Etxebarria ganó la Klasika Primavera al imponerse en un apretado esprint a Udo Bölts. después de un intenso trabajo de todo el equipo para abortar los diversos intentos de fuga. El triunfo, del que estuvo cerca de ser desposeído por llegar tres minutos tarde al control antidopaje en una tardanza que atribuyó a la ceremonia del podio y la atención a los periodistas, tuvo una especial importancia para el conjunto naranja ya que el equipo llevaba sin ganar en las carreteras vascas desde 1994. La victoria se sumaba la ya lograda en la Semana Catalana por el propio Etxebarria, después de haber realizado su pretemporada en Australia, y confirmó el buen inicio de campaña de la escuadra.
Ya en mayo López de Munain ganó en la Vuelta a Asturias la cronoescalada inicial al Naranco. Líder durante varios días, en la cuarta etapa con meta en el puerto de El Viso fue desbancado por Azevedo en una jornada en la que también destacó su excompañero Joseba Beloki (Festina), que llegaba de ganar una etapa y ser segundo en el Tour de Romandía. Un día después, en la jornada reina de El Acebo, volvió a ceder algunos segundos respecto al a la postre vencedor de la etapa y de la carrera Beloki, pero superó a Azevedo y subió al segundo puesto en la general; con una última etapa sin cambios camino a Oviedo, el alavés ocupó el segundo cajón del podio.

#### Bicicleta Vasca y segundo en Dauphiné con Zubeldia, pero sin Tour
A finales de mes el joven Haimar Zubeldia (23 años) ganó la Bicicleta Vasca: el guipuzcoano se aupó al liderato gracias a su triunfo en el sector vespertino cronometrado de la penúltima jornada en Mendaro, y en la decisiva etapa final con la subida a Arrate controló los movimientos de su principal rival para la clasificación general Igor González de Galdeano (Vitalicio Seguros) para entrar así en meta con su mismo tiempo, conservando de ese modo el maillot azul de líder. Zubeldia estuvo acompañado en el podio por Galdeano y David Etxebarria (ONCE), segundo y tercero respectivamente, y al adjudicarse la general se convirtió en el primer corredor del equipo que ganaba una de las dos rondas vascas por etapas (pasarían tres años más hasta imponerse en la Vuelta al País Vasco); también su victoria de etapa había sido la primera del conjunto en esa prueba. El resto de la escuadra tuvo asimismo un papel destacado en la carrera eibarresa, y con tres representantes entre los diez primeros de la general (además del ganador Zubeldia, Íñigo Chaurreau fue quinto y Txema del Olmo octavo) el conjunto vasco se hizo también con la clasificación por equipos. La nota negativa la protagonizó Chaurreau: en su disputa por el cuarto puesto en la general hizo el afilador con un rival y chocó contra las vallas de meta, sufriendo como consecuencia un traumatismo bucal y la fractura de cuatro costillas, así como diversas heridas.
Los buenos resultados aumentaron la ambición de los dirigentes del equipo, de manera que la obtención de una invitación para participar en el Tour de Francia de ese mismo año pasó a considerarse una posibilidad real. A la confianza en el plano deportivo se sumaban los avances en áreas como el de la infraestructura, con la adquisición de un camión propio, así como el cabildeo ejercido por el ciclista francés Gerard Rue en su país. Sin embargo, el 31 de mayo la organización de la Grande Boucle hizo pública la lista completa con los 20 equipos que disputarían la edición de ese año, confirmándose la ausencia de la escuadra naranja: además de los 17 mejor situados según sus puntos UCI, los tres invitados serían el Kelme de Fernando Escartín (tercero el año anterior), el Memory Card-Jack & Jones de Bo Hamburger y el Bonjour francés; además del conjunto vasco se quedaron fuera el italiano Lampre y el francés Jean Delatour. El director de la ronda gala, Jean-Marie Leblanc, indicó que a la escuadra naranja le quedaba "camino por recorrer, a pesar de sus progresos".
Aunque la no invitación fue asumida con tranquilidad, la justificación esgrimida por Leblanc irritó a Gorospe. Pese a la ya conocida no invitación para participar en el Tour el equipo naranja continuó con su calendario de carreras en Francia, pensando ya en la siguiente temporada.
De esta forma, el equipo tuvo pocos días después una destacada actuación en la Dauphiné Libéré ante los ciclistas que en menos de un mes disputarían el Tour, empezando por un López de Munain que ganó la etapa prólogo imponiéndose a Lance Armstrong; el estadounidense, extrañado de verse superado, llegó a reclamar ante los jueces por si se había producido un error en el cronometraje de tiempos. El protagonista sería no obstante Zubeldia: quinto en la jornada inaugural y segundo en la contrarreloj larga (a 21 s del ganador Armstrong, y batiendo a especialistas de la talla de Zülle u Olano), llegó a enfundarse el maillot de líder tras la ascensión al Mont Ventoux, y concluyó segundo en la clasificación general, acompañando en el podio al ganador Tyler Hamilton y a Armstrong, ambos del US Postal. Además de Zubeldia, también terminaron entre los diez primeros Mikel Pradera y Ramontxu González Arrieta, y la formación se hizo con la clasificación por equipos. Posteriormente los jóvenes valores del equipo tuvieron una destacada actuación en el Tour del Porvenir: Iker Flores ganó la general tras alcanzar el liderato imponiéndose en la etapa reina, mientras que Aitor Kintana logró también una victoria de etapa y finalizó quinto.

#### Vuelta: segunda etapa de Laiseka, con Zubeldia décimo
En septiembre llegó la segunda victoria de etapa en una Vuelta a España, otra vez de la mano de Roberto Laiseka en una jornada de montaña: se impuso mediada la carrera en la última etapa pirenaica, con meta en el alto de Ordino-Arcalís, gracias a un ataque en solitario lanzado en la ascensión final. El escalador vizcaíno, que lograba ese triunfo después de que una fractura de clavícula le hubiera hecho perderse gran parte de la temporada, concluyó además sexto en la clasificación general, logrando así el mejor resultado hasta entonces de un ciclista del equipo en la ronda española; el buen papel de la escuadra se vio completado con la tercera posición en la clasificación por equipos y los buenos puestos de los jóvenes Zubeldia (10.º) y Del Olmo (15.º).
El balance de esa edición de la Vuelta dejó también el polémico desenlace en la etapa de Ciudad Rodrigo coprotagonizado precisamente por Laiseka: Chente García Acosta y él iban fugados con 30" a falta de 3 km sobre su perseguidor Aleksandr Vinokúrov, pero no se entendieron y la victoria de ese día terminó siendo para el kazajo, que les adelantó en la recta de meta; García Acosta y el entorno del Banesto denunciaron que Laiseka habría incumplido un pacto entre ambos (la etapa para el navarro y la progresión en la general para el vizcaíno), mientras que el corredor naranja negó que tal acuerdo se hubiera fraguado y argumentó que él también luchaba por el triunfo. Lo dicho por algunos comentaristas radiofónicos de la Cadena SER durante la Vuelta a propósito de Laiseka, al que acusaron de no ser "de fiar", motivó el enfado público de la junta directiva de la escuadra al término de la carrera.
Ese año dos corredores del equipo corrieron, integrados en la selección española, el Mundial disputado en Plouay: Zubeldia y Laiseka; Alberto Martínez renunció al Mundial contrarreloj.

#### Cambio de tendencia y ascenso a Primera
El salto de calidad experimentado en ese primer año naranja fue notable: con un récord de 15 victorias y los mejores resultados deportivos en sus siete temporadas de existencia, habían pasado de ser una escuadra de Segunda de escaso nivel a una formación competitiva que aspiraba a ascender a Primera, la máxima categoría de la UCI. El cambio de tendencia no se debió a un cambio de la táctica en carrera, que seguía consistiendo en ataques continuos, sino a que esa actitud combativa había empezado a concretarse en triunfos y buenos puestos; el buen rendimiento de un corredor motivaba a sus compañeros, y la mejoría en los resultados hizo que el conjunto pasara a gozar de un mayor respeto y consideración por parte de los rivales.
De esa manera, el equipo acudió a la París-Tours como líder de Segunda y embarcada en su particular duelo con el Crédit Agricole por terminar la temporada en esa primera posición, que garantizaba el ascenso a Primera; ninguno de ellos puntuó en la clásica francesa, por lo que el conjunto vasco mantuvo el liderato de Segunda. Conforme trascurría el mes de octubre y se actualizaban las clasificaciones de la UCI la escuadra naranja se afianzó esa primera posición, confirmándose así matemáticamente su ascenso a Primera.
Los dirigentes del equipo expresaron su alegría por la entrada en la élite mundial, y tanto Madariaga como Gorospe se mostraron ilusionados porque el ascenso les acercaba a la posibilidad de ser invitados a participar en el Tour de Francia. Pese a que la participación en la ronda gala seguía sin estar asegurada, la nueva categoría ofrecía un argumento más en aras de lograr una de las cotizadas invitaciones de la organización; desde la plantilla mostraron también su esperanza en poder correr la Grande Boucle, aunque conscientes de que a la hora de repartir las invitaciones además de los criterios deportivos pesarían también en los organizadores aspectos económicos y políticos. En cualquier caso, al margen de si podrían participar o no en el Tour, la nueva categoría supuso un notable cambio en el calendario: tras años corriendo casi exclusivamente carreras españolas y portuguesas, así como algunas francesas más recientemente, la siguiente temporada debutarían en pruebas de la Copa del Mundo como los monumentos Milán-San Remo y la Lieja-Bastoña-Lieja, además de en otras clásicas de prestigio como la Flecha Valona o el Campeonato de Zúrich.
A todo ello se sumaba un mejor respaldo económico, que si bien seguía siendo modesto en comparación con las grandes escuadras del pelotón sí ofrecía una mayor seguridad y la posibilidad de realizar una planificación deportiva más a largo plazo al no estar acuciado constantemente por la incertidumbre sobre su sostenibilidad. En ese sentido, y coincidiendo con la mejoría deportiva y el consiguiente ascenso, el equipo vio reforzado el apoyo financiero del Gobierno Vasco: la Fundación Euskadi firmó un acuerdo por valor de 150 millones de pesetas a repartir en tres años con la consejería de Industria, Comercio y Turismo encabezada por Josu Jon Imaz. De ese modo la formación actuaría como soporte publicitario de las campañas de promoción turística del País Vasco emprendidas por el ejecutivo vasco, luciendo para ello a partir de entonces en su equipación la leyenda Pays Basque cuando compitiera en competiciones foráneas.
El buen año del prometedor Zubeldia (ganador de la general de la Bicicleta Vasca y de una etapa en la Dauphiné Libéré, amén de un décimo puesto en la Vuelta a España en su estreno en una gran vuelta y la llamada del seleccionador español para participar en el Mundial) fue reconocido por el propio Julián Gorospe, que llevaba siendo su director cinco años (entre el Olarra-Ercoreca aficionado y profesional; también despertó el interés de otros equipos por su fichaje, aunque finalmente el corredor llegó a un acuerdo con el conjunto naranja para su renovación. La renovación de Bingen Fernández, que terminaba contrato, protagonizó también diversos titulares: tras romper el Mercury el preacuerdo que habían alcanzado, y descartadas las opciones de Telekom y Kelme, el bermeano rechazó la oferta de Cantina Tollo para renovar finalmente por un año con el conjunto naranja.

#### Situación de los jóvenes y cambio de rol
En cuanto a los debutantes, estos corrieron sobre todo en las citas de Francia y Portugal; el hecho de que la escuadra tuviera un calendario más limitado que el de otros equipos hizo que los neoprofesionales naranjas de ese año disputaran menos carreras que los vascos que se habían estrenado ese año con otros conjuntos. El debutante con mejores resultados fue Samuel Sánchez, al ser segundo en Tro Bro Leon y quinto en el Campeonato de España de ruta; además, el director Julián Gorospe elogió el papel desempeñado por Iban Mayo en sus primeras carreras como profesional y le auguró un gran futuro.
La situación del neoprofesional Mikel Pradera fue objeto de polémica: su representante Antonio Vaquerizas criticó en público al director principal Gorospe por tenerle "marginado" desde que dijera públicamente que otros equipos habían mostrado interés en su contratación. El mallabitarra, séptimo en la Dauphiné Libéré, no fue inscrito por la dirección del equipo para participar en nuevas carreras y terminó marchándose a la ONCE dirigida por Manolo Saiz.
De cara al futuro, el aumento de categoría tanto en el plano deportivo como en el económico sirvió para invertir la dinámica vivida hasta entonces según la cual aquellos que brillaban en el conjunto vasco pasaban después a otras escuadras más potentes, de manera que el equipo empezó a retener a sus mejores valores (como Zubeldia) e incluso a fichar a destacados corredores vascos que hubieran militado en otras estructuras (caso de David Etxebarria, fichado de la ONCE). Esta circunstancia trajo consigo problemas a la hora de conciliar las nuevas ambiciones en cuanto a resultados con su tradicional cometido de dar la oportunidad de debutar como profesionales a los mejores ciclistas vascos del campo aficionado. El riesgo de saturación de la plantilla y de que se produjera un tapón que impidiera el debut de nuevos valores hizo que los dirigentes no renovaran a ciclistas todavía jóvenes que consideraban que no habían tenido la progresión esperada tras un tiempo en la escuadra. Uno de los damnificados fue Peio Arreitunandia, que tras dos años como profesional en el equipo tuvo que recalificarse y volver al campo amateur; el guipuzcoano tildó la actitud de Gorospe de "muy triste".
La formación anunció a finales de esa temporada que daría la alternativa a Íñigo Landaluze, Gorka González e Iñaki Isasi, continuando con la vocación de la formación de dar la oportunidad de debutar como profesionales a jóvenes ciclistas vascos procedentes del campo aficionado. Landaluze, procedente del Cafés Baqué, fue contratado para debutar el siguiente año merced entre otros a su triunfo absoluto en la Copa de España, mientras que los ciclistas del Olarra-Ercoreca González (recién proclamado ganador del Torneo Euskaldun) e Isasi pudieron estrenarse esa misma temporada en la Subida al Naranco, favorecidos por la escasez de efectivos de la plantilla naranja.

### 2001

#### Llegada de David Etxebarria y la ambición del Tour
De cara a 2001 el equipo fichó a David Etxebarria, ganador de dos etapas en el Tour de Francia 1999 y procedente de la ONCE, donde había corrido hasta entonces; la expectación ante el primer gran fichaje en la historia del equipo quedó patente en la presentación del corredor con sus nuevos colores. De él se esperaba que lograra triunfos puntuales de mayor repercusión y no tanto que fuera un jefe de filas para disputar las clasificaciones generales, toda vez que en ese sentido la intención era que un día ejerciera ese papel alguno de los jóvenes valores aún en proceso de formación. El equipo encaraba así la temporada, su primera como equipo de Primera (máxima categoría UCI), entre la ambición y la incertidumbre sobre si sería invitado por la organización del Tour de Francia para participar por primera vez en la principal carrera de la temporada ciclista. En aras de lograr la ansiada invitación, la formación cambió a su hasta entonces representante en Francia Gerard Rue (que se marchó al Festina) por Nicola Pescheux (hijo del número dos de la organización de la Grande Boucle).
El 23 de enero el Tour de Francia hizo pública una lista con los 16 equipos confirmados para la edición de ese año, basándose especialmente en los diez primeros del ranking mundial de la UCI del año anterior y en el deseo de asegurar la presencia de varios conjuntos franceses. La formación naranja no fue incluida entre esas dieciséis elegidas, algo ya asumido por sus dirigentes, de manera que para poder participar debía acumular méritos a lo largo de los siguientes meses en aras de lograr una de las cuatro invitaciones aún pendientes de asignar, en competencia con escuadras de la talla del Saeco de Cipollini y Dufaux, el Mercatone Uno de Pantani, el recién creado Coast de Zülle y Escartín, el Liquigas-Pato de Rebellin, el Mercury de Tonkov, el CSC que había incorporado a Jalabert y el Lotto de Verbrugghe y Tchmil.

#### Podios en País Vasco y Lieja, pendientes de la invitación
El año arrancó con victorias de etapa en varias pequeñas vueltas por etapas celebradas en febrero y marzo: Mikel Artetxe en la Vuelta a Andalucía, el flamante fichaje David Etxebarria en la Vuelta a la Comunidad Valenciana (en el que a la postre sería su único triunfo del año) y Aitor Silloniz en la Semana Catalana. La escuadra participó asimismo en el Giro del Capo disputado en Sudáfrica. Ya a comienzos de abril, David Etxebarria fue segundo en el G. P. Miguel Induráin disputado en Estella al ser superado en el sprint del grupo cabecero por Ángel Vicioso.
El equipo logró la victoria en la etapa reina de la Vuelta al País Vasco de la mano de Ángel Castresana, quien en la llegada al sprint del grupo de favoritos a Lecumberri (previa ascensión a Azpiroz) se impuso a rivales como Michael Boogerd. La escuadra lograba así el objetivo que había perseguido desde el inicio de la ronda vasca, donde no ganaba desde su estreno en 1994, empujada por la autoexigencia impuesta para agradar tanto a la afición en la carrera de casa como a la organización del Tour. El equipo estuvo además cerca de ganar la general con su jefe de filas Alberto Martínez, que terminó segundo a solo 5" del ganador Raimondas Rumsas; tanto su posición como la diferencia respecto al lituano eran idénticas a las registradas en la contrarreloj final, disputada en Lasarte-Oria. David Etxebarria, que había sido segundo en una etapa, finalizó cuarto (a 7" de Rumsas, igual que el tercer clasificado Marcos Serrano, que fue quien subió al podio por unas centésimas), completando así el equipo una buena actuación en pos de su objetivo de ser invitado al Tour.
Etxebarria logró poco después buenos puestos en las clásicas de las Ardenas: quinto en la Flecha Valona con final en el Muro de Huy, se presentaba a la Lieja-Bastoña-Lieja (puntuable para la Copa del Mundo) con opciones después de haber sido segundo el año anterior en un mano a mano con Bettini, aún con el maillot gualdinegro de la ONCE. El conjunto naranja trabajó para él en La Decana neutralizando una fuga y posteriormente fue el propio abadiñotarra quien realizó la selección definitiva de la prueba con su ataque en Saint-Nicolas (a 7 km de meta), quedando en cabeza un grupo de cinco corredores (él incluido) que se disputaría la victoria y las plazas de honor. La resolución al sprint en la llegada de Lieja se saldó para él con un tercer puesto (superado por Camenzind y Rebellin, pero por delante de Casagrande y Boogerd), convirtiéndose en el primer corredor del equipo en subir a un podio de una de las cinco clásicas consideradas monumentos del ciclismo.
En mayo no participó en las principales carreras internacionales, el Tour de Romandía y la gran vuelta del Giro de Italia, corriendo en su lugar en pequeñas vueltas autonómicas españolas en las que lograría ampliar su palmarés. En La Rioja Igor Flores ganó la última etapa al llegar a la meta de Logroño junto a su compañero Roberto Laiseka en una fuga permitida por el equipo del líder, mientras que en Asturias fue Alberto López de Munain quien logró imponerse en la jornada reina con final en El Acebo.

#### Debut triunfal en el Tour: Laiseka en Luz Ardiden
El 2 de mayo la organización del Tour de Francia confirmó que el Euskaltel-Euskadi era uno de cinco equipos a los que había concedido las invitaciones pendientes de asignación, por lo que sería uno de los 21 que tomarían parte en la Grande Boucle de ese año; además del conjunto vasco fueron también invitados el Lotto de Verbrugghe y Aerts, el CSC-Tiscali de Jalabert y los franceses BigMat-Auber 93 y Française des Jeux. La selección resultó una de las más polémicas de la historia, especialmente por dejar fuera al Mercatone Uno de Pantani (ganador en 1998) y al Saeco de Dufaux y Cipollini (el ciclista en activo con más victorias de etapa en la carrera francesa); aunque los motivos oficialmente esgrimidos fueron que no estaba garantizado que Pantani llegara en forma y que Cipollini acostumbraba a retirarse sin intentar completar la carrera, la prensa atribuyó la decisión a problemas de dopaje: Pantani tenía aún pendiente un juicio por su hematocrito alto en el Giro de Italia 1999, mientras que del Saeco era conocido el hallazgo de sustancias prohibidas en el coche de su ciclista Comesso meses atrás. Sobre la no invitación de otras escuadras de renombre como el Coast de Zülle y Escartín (ambos presentes en el podio en ediciones anteriores), el Mercury de Tonkov y el Liquigas de Rebellin y Gontchar, el director de la ronda gala Jean-Marie Leblanc dejó la siguiente sentencia: "Prefiero dar una oportunidad a los jóvenes que volver a dársela a los viejos".
Los responsables del equipo manifestaron su alegría por la invitación. El presidente de la Fundación Euskadi y mánager general de la formación, Miguel Madariaga, destacó que ir al Tour suponía cumplir el sueño fundacional del proyecto y la culminación de una trayectoria de ocho años. El director deportivo, Julián Gorospe, reconoció el reto que suponía participar en la principal carrera del calendario ciclista y la inexperiencia de la plantilla en situaciones así (solo dos de los nueve ciclistas que acudieron habían corrido el Tour previamente), pero destacó la ilusión con la que partían. En cuanto a la preparación hasta julio, Gorospe mantuvo el calendario de carreras aunque reasignando algunas alineaciones, y mandó parar a algunos corredores que llevaban un número importante de días de competición para que no llegaran sobrecargados al gran objetivo del año. En ese sentido, el equipo tenía el hándicap respecto a otras escuadras de que sus corredores habían tenido que competir en busca de resultados desde el principio de temporada para ganarse la invitación, sin posibilidad de ahorrar esfuerzos de cara al Tour; la excepción era Haimar Zubeldia, que por una lesión había tenido que pasar por el quirófano y llegaría a la ronda gala con pocas carreras en sus piernas.
Las semanas previas a la carrera se caracterizaron por una gran exposición mediática, con una constante presencia de prensa y aficionados en torno al equipo; incluso el lehendakari en funciones Juan José Ibarretxe y su antecesor y presidente del patrocinador principal Euskaltel, José Antonio Ardanza, se desplazaron a Dunkerque para presenciar la salida de la Grande Boucle. Todo ello contribuyó a generar en los corredores una gran presión para satisfacer las esperanzas depositadas en ellos, en numerosos casos excesivas para una escuadra debutante. A esta situación se sumaba una primera semana que ya preveían difícil: a un recorrido llano adverso para las características de su plantilla se sumaban las circunstancias propias de las primeras etapas del Tour, con una constante lucha soterrada de los equipos en el pelotón por la posición y el nerviosismo por evitar los cortes o las caídas, algo a lo que los ciclistas naranjas no estaban habituados. En la cuarta etapa ocho de los nueve corredores del equipo quedaron cortados en el grupo trasero y llegaron a Verdún a más de catorce minutos del pelotón, donde solo había quedado Íñigo Chaurreau, el único bien colocado en el momento del corte. Al día siguiente acumularon un mayor retraso al concluir decimoséptimos en la contrarreloj por equipos, a más de cuatro minutos de los ganadores. Además, en la séptima etapa no tomó la salida Txema del Olmo tras resultados positivos por dopaje con EPO.
En la jornada por los Vosgos camino a Colmar David Etxebarria fue sexto al encabezar el pelotón que llegó tras los cinco fugados, mientras que posteriormente fue segundo en llegar a la meta de Aix-les-Bains.
Con la llegada de la alta montaña el protagonismo pasó a Roberto Laiseka, quien fue noveno en Alpe d'Huez y se clasificó sexto en la cronoescalada de Grenoble a Chamrousse. Tras el primer día de descanso llegaron las tres etapas consecutivas por los Pirineos: en la primera jornada, Laiseka saltó del grupo de favoritos al terminar segundo; sin embargo, en la segunda etapa Laisekas tuvo serias dificultades para completar la jornada. Un día después, Laiseka lograría alcanzaría la primera victoria del equipo en el Tour de Francia en la 14.ª etapa.
El mejor hombre del equipo en la clasificación general fue Íñigo Chaurreau, quien concluyó 12.º; por el contrario, en el caso de la participación de Zubeldia, esta estuvo marcada por las caídas.

#### Irrupción de Mayo en Francia y la Vuelta
Ese año estuvo marcado también por la irrupción a partir de mayo del joven Iban Mayo, en su segundo año como profesional con el equipo. Su primer resultado destacado fue el tercer puesto logrado en el GP Jornal de Noticias portugués, gracias principalmente a su buen papel en la etapa reina con final en el alto de Lordelo (segundo, a 8 s del ganador Horrach), que le valió también la clasificación de la montaña.
Estrenaría su palmarés en la Midi Libre disputada a finales de mes, donde se hizo con la general tras una actuación regular: octavo en la contrarreloj, en las dos etapas de montaña con que concluía la carrera fue tercero (en Mende) y segundo (en Sète), y terminó llevándose la vuelta con 35 s sobre Benoît Salmon y más de un minuto sobre el resto, incluyendo ciclistas como Moreau o Jalabert, tercero y cuarto respectivamente.
En junio confirmó su buen estado de forma, adjudicándose tras una larga fuga la Clásica de los Alpes con más de un minuto de ventaja sobre sus acompañantes en el podio, Armstrong y Tonkov, en una edición marcada por la lluvia y la niebla en la que estuvo escapado más de tres cuartas partes del recorrido pese a no conocer los puertos. Un día después empezaba la Dauphiné Libéré: séptimo en el prólogo, el día de la victoria de su compañero Unai Etxebarria en Carpentras se dejó dos minutos el grupo de fugados que incluía a hombres como Moreau o Tonkov. En la contrarreloj larga de 41 km sufrió un pinchazo y la inexperiencia le llevó a vaciarse de fuerzas tratando de ceder el menor tiempo posible; la fatiga derivada de ese sobreesfuerzo hizo que al día siguiente, en la jornada alpina con meta en la estación de esquí de Chamrousse, perdiera un cuarto de hora y toda opción de luchar por la general. Esa debacle hizo que en la jornada posterior, última de montaña y penúltima de la ronda, corriera con menor presión y se hiciera con la victoria en la etapa reina: tras el paso por Croix de Fer, Télégraphe y Galibier, en el descenso de este último se formó un trío cabecero en el que el ganador en la empedrada y empinada ciudadela de Briançon fue el propio Mayo por delante de Moreau y Tonkov, primero y segundo en una clasificación general en la que el vizcaíno concluyó decimoquinto y precedido por tres compañeros.
Esos tres triunfos logrados en Francia en un intervalo de menos de un mes convirtieron a Mayo en un nuevo joven prometedor de la formación naranja, ganándose los elogios de sus responsables y la consideración de que podría ser un ciclista referente en el futuro. Mayo, tal y como estaba previsto, no acudió al Tour de Francia; Gorospe explicó que su calendario para ese año no incluía la ronda gala (sus objetivos eran las carreras previas, en las que había brillado), por lo que no había realizado una preparación adecuada, y añadió que dada su juventud y la intensa competición realizada hasta entonces era preferible que descansara. Durante ese relativo parón, dado que siguió participando en pequeñas vueltas y carreras de un día, el corredor acordó la renovación de su contrato con el equipo; él mismo había manifestado su disposición a continuar, pese al interés de otras escuadras por ficharle.
Volvió a la alta competición en la Vuelta a España: en su debut en una gran vuelta, Mayo fue el mejor del equipo en la general y terminó 11.º, precediendo a su compañero Laiseka que finalizó 12.º en una carrera a la que en esa ocasión llegaba después del Tour. David Etxebarria volvió a ser segundo en una etapa, como ya le ocurriera en la Grande Boucle, e Igor Flores fue tercero en Port Aventura tras ser superado en el sprint de los ocho fugados por Zberg y Virenque. De este modo la formación concluyó la ronda española sin victorias tras dos años consecutivos lográndolo, siendo el buen rendimiento de Mayo en su estreno en una carrera de tres semanas la noticia más destacada.

#### Marchas y confirmación del positivo de Del Olmo
Tras la disputa del Tour de Francia, se iniciaron varios procesos de renovación de contratos para varios ciclistas que además recibían ofertas desde otros equipos. El mejor clasificado en la general del Tour Íñigo Chaurreau por ejemplo, emigró al Ag2r Prévoyance, Ángel Castresana, ganador de la etapa reina de la Vuelta al País Vasco, fichó por la ONCE, y el veterano Ramontxu González Arrieta también emigraría. Quienes sí renovaron fueron Roberto Laiseka, Alberto Martínez y Alberto López de Munain.
Otro corredor que terminaba contrato era Txema del Olmo, quien había dado positivo por EPO en el Tour de Francia, convirtiéndose en el primer episodio detectado de dopaje en la historia de la formación, y siendo el único ciclista del pelotón que dio positivo por dicha sustancia en los controles efectuados en esa edición de la Grande Boucle, por el que sería sancionado por el TAS el 16 de julio de 2002 durante tres años de suspensión (dos de ellos condicionados), por lo que el ciclista no podría volver a la competición hasta el 17 de marzo de 2003.
La cadena Supermercados Ercoreca decidió dejar de patrocinar al equipo aficionado Olarra-Ercoreca (en el que aportaba la mitad del presupuesto) por las críticas realizadas a la escuadra y a Miguel Madariaga desde diversos estamentos del ciclismo vasco que entendían que esta formación trataba de monopolizar el paso de ciclistas vascos desde el campo aficionado al campo profesional. La estructura se embarcó en la búsqueda de un nuevo copatrocinador que completara al principal Aceros Olarra, llegando finalmente a un acuerdo con la firma Consultec. Aunque de esta manera se logró la continuidad de la formación, el aporte económico era menor y el presupuesto se vio recortado, lo cual motivó que el rebautizado Olarra-Consultec tuviera que replantearse su calendario y pasara a tener un único director: el hasta entonces auxiliar Xabier Artetxe tomó las riendas tras la marcha de Arsenio González, que dejó la escuadra al no poder esta seguir permitiéndose el sueldo del que había sido su director principal las últimas cuatro temporadas.

### 2002
Desde 2002 Euskaltel pasó a aportar a la escuadra 500 millones de pesetas (3 millones de euros) por temporada.
El equipo encaraba la temporada con su participación asegurada para el Tour de Francia por primera vez en su historia. Aunque había finalizado 17.º en la clasificación de la UCI del año anterior, la desaparición de Festina y Liquigas propició que pasara a ocupar el 15.º puesto, entrando así entre los 16 primeros que tenían una plaza garantizada sin depender de las cinco invitaciones que otorgaría la organización de la Grande Boucle en mayo. De esta forma, y al contrario de lo ocurrido un año antes, la dirección deportiva pudo realizar la planificación de la temporada conociendo su calendario con anterioridad y sin la necesidad de lograr buenos resultados en los primeros meses para ganarse una invitación, pudiendo reservar a sus corredores para que llegaran a la ronda gala en su mejor forma.
Los recienes éxitos hicieron que la ambición y las expectativas de integrantes y aficionados del equipo aumentaran, esperándose por parte de estos que la formación igualara e incluso superara el número de victorias logrado el año anterior y volviera a brillar en el Tour. El salto experimentado a nivel de resultados y objetivos quedó patente en la presentación oficial de la formación en el Kursaal de San Sebastián, que reunió a representantes políticos y empresariales del País Vasco. El director deportivo Julián Gorospe agradeció el apoyo brindado por la afición desde las cunetas y destacó que pese a seguir siendo un equipo relativamente modesto en comparación con las grandes escuadras estaban logrando resultados importantes; en cuanto a la nueva temporada, afirmó que aunque tener la participación asegurada para el Tour les daba tranquilidad de cara a la planificación esperaba sumar triunfos desde el principio.

#### Expansión del calendario y Critérium para Martínez
Ese año debutaron como profesionales David Herrero, Lander Euba, Julen Fernández, Joseba Zubeldia y Egoi Martínez; de estos cinco, los cuatro primeros habían corrido en aficionados enrolados en el Olarra-Ercoreca. El neoprofesional más exitoso sería Herrero, ganador en Ávila de una etapa en la Vuelta a Castilla y León.
El calendario del equipo dio otro paso en su internacionalización, y de hecho esa temporada participaría en cuatro de las cinco clásicas consideradas monumentos (todas salvo el Tour de Flandes), si bien con resultados discretos: la mejor actuación fue el vigésimo puesto de Samuel Sánchez en la Milán-San Remo (integrado junto a otros dos compañeros en el numeroso pelotón que se jugó la victoria de la Classicissima al sprint, y después de haberlo intentado el propio asturiano en la subida al Poggio), mientras que el estreno en la París-Roubaix se saldó con el abandono de siete de los ocho corredores naranjas desplazados al Infierno del Norte (el único en llegar al velódromo de Roubaix fue Íñigo Landaluze).
El primer triunfo del año llegó a principios de febrero de la mano de Igor Flores, ganador de Trofeo Manacor en Mallorca por delante de Paolo Bettini. Ese mismo mes Samuel Sánchez fue cuarto en la Vuelta al Algarve, tras haber sido segundo en la etapa montañosa. Posteriormente sería decimosegundo en la París-Niza, en una vuelta en la que perdió casi tres minutos en Mont Faron, pero en la que también fue tercero en la etapa del Col d'Eze.
Alberto Martínez ganó el Critérium Internacional por un segundo sobre Lance Armstrong: igualados a tiempos tras la jornada llana inaugural y el sector montañoso matinal, en la contrarreloj vespertina de 8 km por Charleville-Mézières que cerraba la prueba aventajó en un segundo al texano y se hizo así con la general por idéntica diferencia. El donostiarra se congratuló de su primer triunfo absoluto en una carrera por etapas, después de haber acumulado varios podios (incluido su segundo puesto en esa misma prueba el año anterior).
En junio Haimar Zubeldia fue cuarto en la Dauphiné Libéré, en una prueba dominada por el US Postal con doblete de Lance Armstrong y Floyd Landis; el guipuzcoano, merced al tiempo perdido en la etapa del Joux Plane, quedó a veinte segundos del tercer cajón del podio ginebrino, que fue para Christophe Moreau. Un mes antes Zubeldia había sido decimosegundo en el Tour de Romandía.

#### David Etxebarria, protagonista en la primavera vasca
David Etxebarria ganó dos etapas de la Vuelta al País Vasco (el sector matinal en ruta y el vespertino contra el crono celebrados el último día en Elgóibar), terminando segundo en la general a 2 min 36 s del ganador Aitor Osa (iBanesto.com), además de hacerse con la clasificación de la regularidad. El abadiñarra mostró su alegría por las dos victorias parciales, después de un año sin ganar pese a haber estado cerca de hacerlo, pero al hablar de su segundo puesto en la general lamentó que con los casi cuatro minutos cedidos a Osa camino a Alsasua había dejado pasar una buena oportunidad de hacerse con el triunfo absoluto. Samuel Sánchez concluyó décimo en la clasificación general, después de una buena participación algo lastrada por la crono final, mientras que Unai Etxebarria fue segundo en la etapa de Vitoria, superado en la llegada por su compañero de fuga César García Calvo después de precipitarse a la hora de lanzar el sprint.
Dos días después de que terminara la ronda vasca se disputó la Klasika Primavera: David Etxebarria trabajó para su compañero Unai Etxebarria en el último paso por los puertos de Montecalvo y Autzagane, pero en el sprint final de Amorebieta quien se impuso fue Ángel Vicioso, con Unai y David segundo y tercero respectivamente.
Posteriormente Unai Etxebarria fue segundo en la Flecha Valona: integrante de la fuga buena de cinco corredores formada a falta únicamente del Muro de Huy, se vio superado en tres segundos por Mario Aerts; David completó la buena actuación naranja con su octavo puesto. Sin embargo, en el monumento Lieja-Bastoña-Lieja que servía de colofón de la trilogía de las Ardenas los naranjas tuvieron una actuación discreta, siendo el mejor clasificado un David que entró quincuagésimo a casi dos minutos y medio del doblete del Mapei protagonizado por Bettini y Garzelli.
David Etxebarria volvería a ser protagonista en el regreso a las carreteras vascas para la Bicicleta Vasca: ganó el sector matinal en ruta de Mendaro y fue segundo en la etapa de Salvatierra, en una edición que ganó su compañero de entrenamientos Mikel Zarrabeitia (ONCE) y en la que él finalizó quinto. Íñigo Landaluze había sido también segundo en la jornada inaugural de Usúrbil, por detrás de Pedro Horrillo.

#### Un Tour sin victorias y desaparecidos en la general
Ese año el equipo estuvo nuevamente en el Tour de Francia, aunque sus resultados fueron peores que el año anterior: no logró ganar una etapa, y su mejor hombre en la general (Zubeldia) finalizó 39.º a más de hora y cuarto del ganador. Su mejor resultado fue el segundo puesto de David Etxebarria en la etapa que atravesaba la Provenza para llegar a Béziers, donde al igual que otros clasicómanos que componían la escapada se vio superado por David Millar en unos últimos metros que picaban hacia arriba, después de haber gastado fuerzas en sucesivos intentos fallidos por llegar en solitario.
En cuanto a la participación de sus ciclistas más jóvenes, el debutante en la ronda gala Iban Mayo se dejó ver en la etapa alpina de la Madeleine por su participación en la fuga del día, siendo neutralizado por el grupo de favoritos en la ascensión final a La Plagne. En el caso de Haimar Zubeldia el guipuzcoano hizo un buen papel en los Pirineos, pero después fue bajando sus prestaciones y acumuló un gran retraso en los Alpes que le descartó para la clasificación de los jóvenes, a pesar de lo cual terminó como el mejor posicionado del equipo. La anécdota de la carrera la protagonizó Igor Flores, quien tras una curiosa pugna con el letón Arvis Piziks terminó último en la clasificación general, siendo así el farolillo rojo de dicha edición.
En general el rendimiento del equipo en el Tour resultó decepcionante dado el éxito del año anterior y las expectativas suscitadas; la falta de experiencia del nueve alineado, con solo dos veteranos, fue uno de los aspectos más comentados a la hora de buscar explicación a una actuación discreta que obligaba a obtener buenos resultados en el tramo final de la temporada.
En el Tour del Porvenir, Aitor Silloniz ganó la etapa con meta en Super-Besse, además de ser cuarto en la general final, donde quedó a un segundo de subir al podio.

#### Confirmación de Mayo: quinto en la Vuelta
En la Vuelta a España, el joven Iban Mayo certificó su progresión con su quinto puesto en la general final, después de una destacada actuación en las etapas de montaña (cuarto en los finales en alto de La Pandera y el Angliru); el escalador vizcaíno también rindió bien en las contrarrelojes largas, su teórico punto débil, al ser sexto en la de Córdoba y octavo en la crono final de Madrid. Otra joven promesa del equipo, Haimar Zubeldia, finalizó 11.º, tras haber sido tercero en Sierra Nevada a diez segundos del ganador y segundo en Collado Villalba al vencerle al sprint Pablo Lastras. En la lucha por las victorias de etapa, el equipo cerró su participación en la Vuelta sin ningún triunfo parcial, siendo junto a Mayo y Zubeldia quien más cerca estuvo de lograrlo David Etxebarria, segundo en la meta de Ubrique por detrás de un Aitor González que acabaría ganando el maillot oro de la general. La participación del equipo estuvo no obstante marcada por el abandono de Laiseka tras una grave caída en la primera etapa de alta montaña, con meta en Sierra Nevada.
El equipo concluyó así la temporada sin victorias en las grandes vueltas (al contrario que en las tres anteriores, donde Laiseka había obtenido sucesivos triunfos de etapa en Vuelta o Tour), aunque sí se aseguró la permanencia en Primera división. No obstante, su 24ª posición no le daba acceso automático al Tour de Francia y las clásicas de la Copa del Mundo, volviendo a quedar su participación a expensas de obtener una invitación por parte de los organizadores de dichas pruebas.
Los últimos meses del año tuvieron como protagonistas a los hermanos navarros Igor e Iker Flores. Iker, el menor de los dos, renovó su contrato con la formación naranja. Por el contrario su hermano Igor no recibió una oferta para extender su contrato, y al no llegar a buen puerto sus negociaciones con otros conjuntos decidió colgar la bicicleta. Otra baja fue César Solaun: el veterano alavés, que había regresado a la escuadra vasca ese mismo año tras cuatro como gregario y algunos buenos resultados individuales en el Banesto, quedó sin equipo a final de temporada y optó también por la retirada.

## Confirmación en la élite y debut ProTour
Un presupuesto de 750 millones de pesetas: 525 de Euskaltel y el resto de la Fundación Euskadi a través de instituciones públicas, socios y empresas.

### 2003

#### Eclosión de Mayo: País Vasco y podios en Lieja y Dauphiné
La primavera de 2003 estuvo protagonizada por Iban Mayo, quien ganó la general y tres etapas de la Vuelta al País Vasco: era la primera vez que un ciclista del equipo ganaba la ronda por etapas más importante de su región, en lo que suponía el mayor éxito hasta entonces de la escuadra vasca ante su afición. El escalador vizcaíno se impuso en la primera jornada al batir al resto de hombres importantes en la llegada del grupo a Legazpia; tras varios cambios en el liderato como consecuencia del puestómetro pero sin diferencias de tiempo, estos 31 corredores se disputarían los puestos de honor en la doble sesión final del viernes en Fuenterrabía. En el montañoso sector matinal Mayo volvió a imponerse y recuperó el maillot amarillo, además de meter unos segundos al resto de rivales salvo a Tyler Hamilton (CSC) y el también naranja Samuel Sánchez. En la definitiva contrarreloj vespertina Mayo, que contaba con todas las referencias de tiempos al partir último en su condición de líder, realizó una destacada actuación sobre mojado en el descenso de Guadalupe y logró su tercer triunfo parcial, además de asegurarse la victoria absoluta. En el podio le acompañaron Hamilton (a 12 s, la misma diferencia que en la crono) y Samuel, segundo y tercero respectivamente.
Ese mismo mes de abril Mayo fue segundo en la Lieja-Bastoña-Lieja, por detrás precisamente de Tyler Hamilton. En una edición de la Decana marcada por la lluvia, Samuel Sánchez estuvo escapado con Lance Armstrong (US Postal) hasta que ambos fueron neutralizados; Hamilton lanzó entonces su ataque para marcharse en solitario en pos del triunfo. Mayo haría lo propio en el repecho de Ans, a unos 4 km de meta, pero no fue suficiente para dar caza al estadounidense y llegó a 12 s de este; el clasicómano Michael Boogerd (Rabobank) completó el podio del tercer monumento del año, con Samuel como sexto clasificado. El asturiano acumuló esa primavera tres segundos puestos y un tercero en distintas carreras, pero concluiría el año sin victorias: en la Vuelta a Asturias fue el primero en cruzar la línea de meta en el sprint de una última etapa disputada en su Oviedo natal, pero fue descalificado por cerrar a su rival Ángel Edo.
Unai Etxebarria había sido cuarto en la Flecha Valona, en un día en el que dos vascos que militaban en otras escuadras, Igor Astarloa (Saeco) y Aitor Osa (iBanesto.com), fueron primero y segundo en el Muro de Huy. También en abril tuvo lugar una victoria de etapa al sprint de David Herrero en la Vuelta a La Rioja. En la Bicicleta Vasca, marcada por la sorprendente victoria del extremeño José Antonio Pecharromán (Paternina-Costa de Almería), David Etxebarria ganó la etapa inaugural de Ispáster, pero el resto de la ronda vasca resultó frustrante para la formación: el propio Etxebarria y Zubeldia sumaron varios buenos puestos sin rematar con algún nuevo triunfo, y el guipuzcoano terminó cuarto en la general a un segundo del tercer cajón del podio ocupado por Francesco Casagrande (Lampre), después de recuperar en la contrarreloj de Deva veinticuatro de los veinticinco segundos que había cedido hasta entonces y no haber podido arañarle más tiempo en la subida final a Arrate. Desde el 19 de mayo el equipo ya sabía que correría el Tour de Francia en julio, siendo el único conjunto no francés que obtuvo de la organización una de las cuatro invitaciones en liza.
Después de haber descansado hasta junio, Mayo volvió a demostrar su buen estado de forma a pocas semanas del Tour, esta vez en Francia con ocasión de la Dauphiné Libéré. El de Yurre ganó la corta prólogo (5 km) de Villard-de-Lans ante especialistas contra el crono como David Millar y el favorito para el triunfo final Lance Armstrong. Tres días después cedió más de un minuto ante Armstrong en la contrarreloj larga y cayó al segundo puesto, quedando a 1 min 15 s del nuevo líder. Mayo respondió ganando al día siguiente en Morzine la primera etapa de alta montaña, y salió del ciclo de cuatro etapas alpinas sin haber cedido tiempo ante el estadounidense (de hecho, le recuperó tres segundos en Briançon, además de ponerle en apuros en distintas ascensiones); el naranja subió al podio final de Grenoble como segundo clasificado, a 1 min 12 s de Armstrong y por delante de Millar, adjudicándose además los maillots secundarios de la montaña y la regularidad. El texano declaró a la conclusión de la prueba que nunca se había enfrentado a un rival como Mayo.

#### El ganador en Alpe d'Huez Mayo y Zubeldia, con los mejores en el Tour

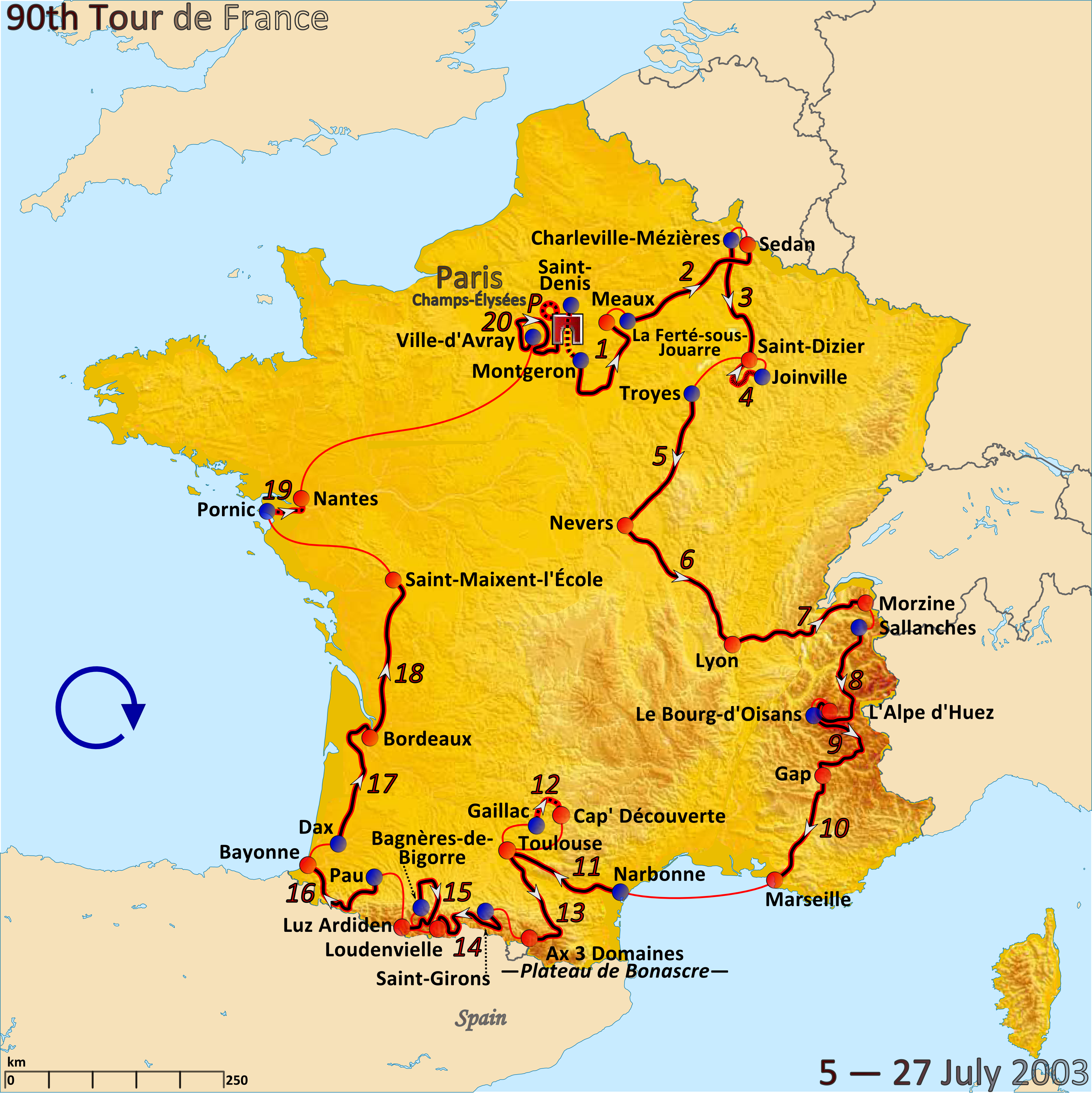
Ruta del Tour de Francia 2003.

Desde el 19 de mayo el equipo ya sabía que correría el Tour de Francia en julio, siendo el único conjunto no francés que obtuvo una de las cuatro invitaciones en liza (el quinto invitado era el antiguo Coast, rebautizado Bianchi y con Jan Ullrich como jefe de filas). En el centenario de la creación de la ronda, la organización dejó fuera al Domina Vacanze del vigente campeón del mundo Mario Cipollini, el Lampre de Raimondas Rumsas (tercero un año antes, cuando su esposa Edita fue detenida portando sustancias dopantes) y el Phonak dirigido por Álvaro Pino al que se había unido Alex Zülle tras la debacle del Coast. La escuadra dirigida por Julián Gorospe preparó la gran cita de la temporada repartiendo a los que serían sus hombres fuertes en distintas carreras de junio como la Bicicleta Vasca (Haimar Zubeldia y Roberto Laiseka) y la Dauphiné Libéré (Iban Mayo); ante quienes apuntaban que los corredores, especialmente Mayo, pagarían en el Tour el esfuerzo realizado en esas pruebas previas, el médico Jesús Losa descartó tal circunstancia y señaló que hasta la Grande Boucle había tiempo suficiente para recuperarse.
El equipo tuvo un buen estreno con el inesperado tercer puesto de Zubeldia en la adoquinada etapa prólogo en torno a la Torre Eiffel de París; el guipuzcoano estuvo cerca de hacerse con el triunfo en esa jornada inaugural, que fue para el especialista australiano Bradley McGee por solo dos segundos. Sin embargo en la larga contrarreloj por equipos de Saint-Dizier (69 km) la escuadra vasca marcó uno de los peores tiempos y concluyó a 3 min 22 s del US Postal del nuevo líder de facto Lance Armstrong, además de ceder por encima de minuto y medio respecto a los equipos de candidatos a la general como Joseba Beloki (ONCE-Eroski), Jan Ullrich (Bianchi), Mancebo (iBanesto.com), Aleksandr Vinokúrov (Telekom), Moreau (Crédit Agricole) o Tyler Hamilton (CSC); de este modo, los puntales naranjas llegaban a las etapas de montaña con un importante retraso acumulado.

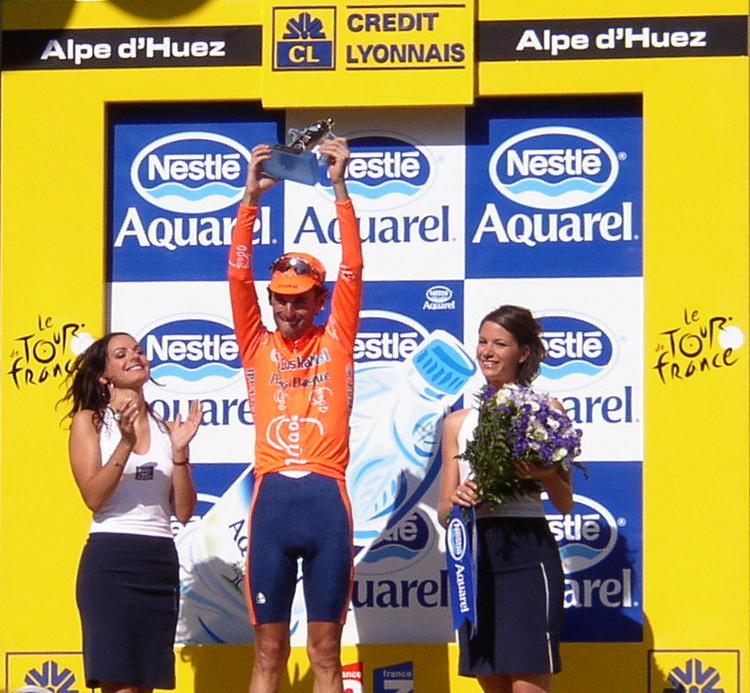
Iban Mayo, celebrando su victoria en Alpe d'Huez en el Tour de Francia.

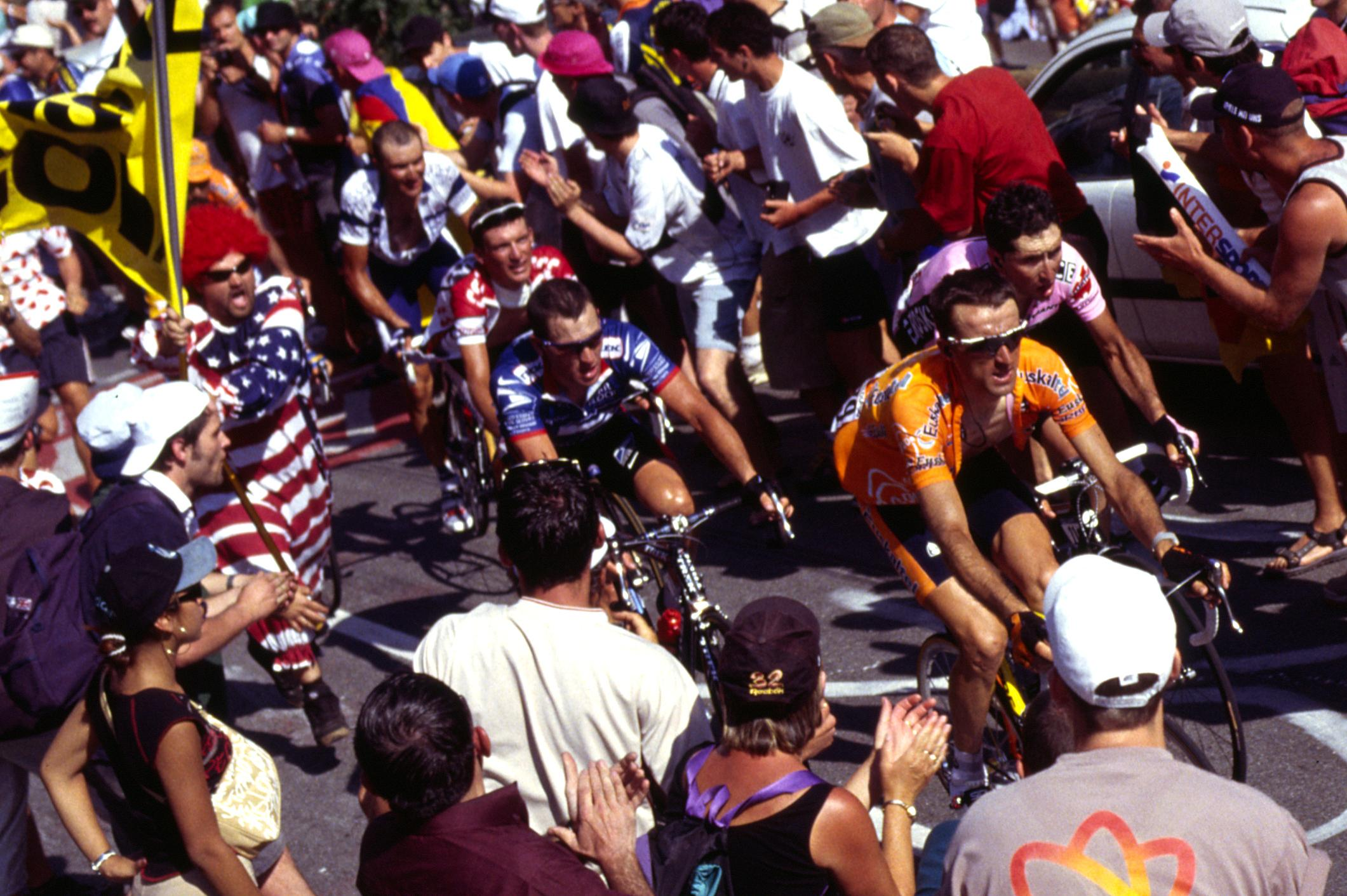
Zubeldia (dcha.) y Laiseka (fondo) junto a Armstrong, Beloki, Hamilton y Basso ascendiendo el Alpe d'Huez, el día que ganó Mayo (ya escapado).

En Alpe d'Huez llegó la victoria de etapa de Iban Mayo. Ese día el pelotón, tras superar por la vertiente del Télégraphe el coloso del Galibier, llegó controlado y al ritmo del US Postal al inicio del puerto de los holandeses. Con la ascensión lanzada por los gregarios de Armstrong, Beloki inició una sucesión de ataques poco habitual en él que obligaban al texano a salir a su rueda, quedando destacados sobre el resto aunque disgregados entre sí nueve corredores: Armstrong, Beloki, Vinokúrov, Hamilton, Mancebo, Basso y los naranjas Mayo, Zubeldia y Laiseka. Tras neutralizarse la primera intentona de Beloki, a unos 7 km de meta se produjo la arrancada definitiva de Mayo en pos del triunfo. El príncipe de Arratia, lejos de desfondarse, fue aumentando su ventaja y llegó a la cima del alto de las 21 herraduras con tiempo para celebrar la victoria en la etapa reina del Tour del centenario: a más de un minuto llegó Vinokúrov, y a más de dos minutos los otros siete ya agrupados, incluidos Zubeldia y un Laiseka que tras hacer la goma en varias ocasiones llegó finalmente con ellos; el grupo de Ullrich coronó a más de tres y medio. La nota negativa de la jornada para la escuadra vino de la mano de Samuel Sánchez, quien llegó fuera de control por unos problemas gastrointestinales.
Disputadas ya dos etapas en los Alpes (en la primera, camino a Morzine, no había habido movimientos significativos y llegó la fuga consentida), la carrera se alejaba de la cordillera camino a Gap cuando en el peligroso descenso de un puerto de tercera (La Rochette) se produjo la caída y consiguiente retirada de Beloki; el resto de favoritos, incluidos Mayo, Zubeldia y el maillot amarillo Armstrong que para evitar irse al suelo hubo de hacer un tramo campo a través, llegaron a la capital departamental a medio minuto del previamente fugado Vinokúrov. Días después llegaría la primera contrarreloj individual larga de esa edición, 47 km en los alrededores de la antigua mina a cielo abierto de Cap'Découverte: con un Ullrich dominador (el líder Armstrong, deshidratado, cedió más de minuto y medio), la etapa se le dio mejor al más contrarrelojista Zubeldia (cuarto, a 2 min 40 s) que a Mayo (decimosegundo, a más de 5 min); además, ese día fueron descalificados David y Unai Etxebarria por hacer a rueda parte de la crono.
Tras el buen papel desempeñado hasta entonces con una victoria y dos hombres bien situados en la general, el equipo llegaba a los Pirineos con la intención de seguir dando satisfacciones a los aficionados vascos, espectadores habituales de las etapas pirenaicas del Tour, que ese año se desplazarían en aún mayor número para animar a los corredores desde las cunetas y exhibir ikurriñas y otros símbolos patrióticos, en lo que se conocería como "marea naranja" por el color de las camisetas que portaban los aficionados. En la primera jornada, con final en Bonascre, Zubeldia atacó y los favoritos llegaron desperdigados pero con diferencias de unos segundos entre sí; un día después, en el Peyresourde camino a Loudenvielle, Mayo y Vinokúrov metieron 43 s al primer grupo (Armstrong, Ullrich, Zubeldia y Basso) y más de dos minutos al pelotón de Hamilton. La tercera etapa pirenaica, última de alta montaña de ese año, tuvo un curioso desarrollo: tras encadenar el Aspin y el Tourmalet, un grupo compuesto por Armstrong, Ullrich, Vinokúrov, Hamilton, Basso, Moreau, Zubeldia y Mayo realizaba la ascensión final a Luz Ardiden cuando la visera amarilla que portaba un espectador desequilibró a Armstrong al engancharse a la maneta y provocó que el estadounidense cayese al suelo, arrastrando con él a Mayo; a instancias de Hamilton, que años antes había sido gregario de su compatriota y seguía siendo su vecino en Gerona, quienes no habían sufrido ningún percance esperaron a su reincorporación y seguidamente Armstrong se marcharía en solitario para lograr el triunfo de etapa, llegando a 40 s el grupo de favoritos tirado por Ullrich sin colaboración naranja (pese a que podían distanciar a su rival Vinokúrov, para al final disputarle el segundo puesto y las bonificaciones de meta al germano).
Tras la jornada de descanso, la carrera se alejaba de la cordillera pirenaica con una etapa de media montaña desde Pau hasta Bayona que discurría en gran parte por el País Vasco francés. La jornada estuvo marcada por la fuga de Hamilton, hombre peligroso para los intereses de Zubeldia y Mayo en la general, por lo que el conjunto vasco puso a sus gregarios a tirar del pelotón en persecución; poco dotados para esas lides, fueron incapaces de recortar la ventaja a un Hamilton en solitario y según había trascendido con una doble fisura de clavícula desde el inicio del Tour, por lo que tras protagonizar una machada de 145 km el norteamericano llegó victorioso a la capital labortana con casi dos minutos de renta sobre el grupo, después de que el arreón final del Telekom enjuagara en parte la diferencia. En la segunda contrarreloj individual larga de esa edición, disputada el penúltimo día en Nantes bajo la lluvia, Hamilton sacó ventaja suficiente a Zubeldia (que tras caerse prefirió no arriesgar) y Mayo (en un terreno que no le era propicio) como para escalar hasta la cuarta plaza de la general, descendiendo el guipuzcoano y el vizcaíno a la quinta y sexta posición respectivamente.
En la tradicional llegada a los Campos Elíseos parisinos no hubo más cambios, confirmándose así la presencia de dos ciclistas de la escuadra entre los diez primeros del Tour y la tercera posición en la clasificación por equipos, que sumadas a la victoria alpina de Mayo y el protagonismo naranja a lo largo de la Grande Boucle componían el mejor momento deportivo desde la creación de la formación. El director deportivo Julián Gorospe mostró su satisfacción porque "hemos estado con los grandes todos los días" y Zubeldia y Mayo "han dado un paso de calidad, regularidad y convencimiento (...) Si volvemos al Tour podremos venir con la cabeza alta". A pesar de ello, hubo ciertas voces críticas hacia Gorospe por su táctica conservadora en el Tourmalet: con Ullrich tirando y habiéndose formado un cuarteto compuesto por el alemán, Armstrong, Zubeldia y Mayo que había dejado atrás al resto de favoritos, el técnico ordenó a sus dos corredores que fueran a rueda y sin dar relevos a Ullrich: cuando este desistió los rezagados se reincorporaron para emprender la ascensión a Luz Ardiden. Gorospe defendió su decisión argumentando que siendo ciclistas poco experimentados no podían cegarse en el esfuerzo porque aún quedaba carrera por delante y había que guardar fuerzas, además de destacar la emoción de ver a sus dos corredores formando cuarteto con los dos mejores ciclistas del momento en los Pirineos y ante su afición ("En aquella subida al Tourmalet llegamos al máximo").

#### Consecuencias del éxito: presupuesto y difíciles renovaciones
En mayo, al conocerse que el equipo había recibido una invitación para participar en el Tour de Francia, se le preguntó al presidente del patrocinador principal Euskaltel, José Antonio Ardanza, sobre la posibilidad de que la empresa prolongara su compromiso más allá de 2004. Ardanza se mostró dispuesto a ello, y añadió: "Este equipo tiene dos grandes pilares, por un lado Euskaltel, que está muy satisfecha con el conjunto, y por otro la Fundación Euskadi, que es el que le ha dado la impronta de compromiso y la conexión con la sociedad y la afición. Este pilar lo
tenemos que mimar".
Después de que el equipo acudiera al Tour con solo un año más de patrocinio garantizado y con sus principales ciclistas a punto de concluir sus contratos (Iban Mayo y Haimar Zubeldia quedarían libres esa misma temporada), los éxitos en la ronda gala hicieron que la continuidad del proyecto pasara a ser una prioridad para sus promotores. Finalmente Euskaltel y las principales instituciones vascas gobernadas por el PNV llegaron a un acuerdo para las tres siguientes temporadas, según el cual el presupuesto de la escuadra se elevaría a 6 millones de euros por temporada: la compañía de telefonía aportaría 3 millones de euros por campaña, mientras que los otros tres provendrían a partes iguales del Gobierno Vasco, la Diputación Foral de Vizcaya y la Diputación Foral de Guipúzcoa, que aportarían en torno a un millón anual cada uno. El acuerdo político-empresarial, avanzado en parte por Ardanza, se anunció oficialmente en el segundo día de descanso del Tour mediante una rueda de prensa en Pau en la que comparecieron Miguel Madariaga (presidente de la Fundación Euskadi, propietaria de la formación y a través de la cual se canalizaban las ayudas públicas al equipo) y el diputado general vizcaíno José Luis Bilbao; el pacto suponía la implicación por primera vez de la Diputación guipuzcoana en la financiación del conjunto ciclista, tras diez años de existencia. Se confirmaba también la tendencia de que las cuotas de los socios particulares supusieran un porcentaje cada vez menor de los ingresos.
El PP se oponía en principio a que se destinara dinero público al equipo. De hecho, la Diputación Foral de Álava controlada por dicho partido no participó en el acuerdo y su diputado general Ramón Rabanera acusó a Madariaga de haber politizado las ayudas y haber realizado "un chantaje de muy mal gusto" con su amenaza de reducir el número de ciclistas alaveses en plantilla si la diputación alavesa no subvencionaba al equipo; el dirigente alavés recordó a Madariaga que el 16% del dinero que le daría el Gobierno vasco provenía de lo recaudado en dicha provincia por el ente foral que él presidía, aunque no descartó estudiar su incorporación directa más adelante. En ese sentido, tiempo después la Diputación alavesa se sumó como patrocinador y el propio Rabanera acudiría en Vitoria a una de las presentaciones de la formación.
Con el futuro económico garantizado, a los responsables del equipo les correspondía la difícil tarea de renovar a sus dos principales figuras, Mayo y Zubeldia, que ya habían empezado a recibir ofertas de escuadras de primer nivel. A las elevadas remuneraciones pretendidas se sumaban como dificultad las dudas existentes sobre si dos ciclistas de características distintas (explosivo Mayo, más regular Zubeldia) pero mismos objetivos deportivos (triunfar en el Tour) podrían coexistir en una misma formación, preocupación ya mostrada por el propio Zubeldia en alguna entrevista durante la carrera francesa. Las renovaciones de Zubeldia y Samuel Sánchez se encauzaron en pocas semanas, y pronto firmaron sus nuevos contratos.
En el caso de Mayo la negociación resultó más ardua: el vizcaíno dijo querer seguir en la formación pero reconoció que contaba con grandes ofertas de Saeco y Rabobank tanto en el aspecto económico (muy superiores, y que de hecho hicieron que se retirara de la puja el Phonak) como en el deportivo (le ofrecerían ser el único jefe de filas para el Tour), a lo que se sumaría la supuesta exigencia de que su agente Sabino Angoitia fuera contratado para el cuerpo técnico. Tras más de un mes de espinosas negociaciones, el 3 de septiembre se anunció el acuerdo alcanzado para la renovación de Mayo por tres temporadas: el equipo, que no podía igualar las cifras ofertadas por otros conjuntos, hizo un esfuerzo extra y el corredor aceptó la propuesta, confirmándose que su deseo era continuar en la formación. Madariaga agradeció a Mayo su disposición: "Puedo decir que ha demostrado que quería quedarse, y ha hecho mucho por estar en este equipo".

#### Porvenir para Egoi y etapa de Unai en la Vuelta
En la Subida a Urkiola que presenció cómo el italiano Leonardo Piepoli igualaba con tres victorias al hasta entonces máximo ganador Julio Jiménez, el equipo logró meter en el podio de la carrera vizcaína a Zubeldia. Gorka González ganó la última etapa de la Vuelta a Burgos al imponerse al sprint a sus tres compañeros de fuga, tras haber sido segundo dos días antes en la etapa reina con final en las Lagunas de Neila.
En la última gran cita del año, la Vuelta a España, Unai Etxebarria consiguió un triunfo de etapa en Burgos: tras enlazar desde el pelotón con el grupo de fugados, se marchó en solitario y con viento de culo a favor llegó victorioso a la ciudad monumental; su compañero David Etxebarria fue el más rápido de los perseguidores para ser segundo y completar así el doblete. Unai volvió a intentarlo en Albacete, pero su postrero intento de fuga fue neutralizado por el pelotón y la etapa se decidió al sprint. Discretos en la general, con Iker Flores como mejor clasificado a la conclusión de la ronda española (18.º, a más de 18 minutos), al margen de los intentos de fuga lo más destacado fue el sexto puesto de Laiseka en la cronoescalada de Abantos, donde triunfara años antes y que en aquella penúltima jornada estuvo marcada por la pugna entre Roberto Heras (vencedor final) e Isidro Nozal (líder hasta entonces) por el jersey oro de ganador de la Vuelta.
El profesional de segundo año Egoi Martínez ganó el Tour del Porvenir: tras hacerse con el liderato en la quinta etapa, el navarro omantuvo su condición de líder hasta la décima y última jornada, venciendo la general con más de dos minutos de ventaja respecto al segundo clasificado.
La escuadra completó así la que había sido su temporada más completa hasta entonces: 13 victorias, incluidas la general del País Vasco y sendas etapas en Tour y Vuelta, además de haber sido protagonista a lo largo de la ronda gala. Iban Mayo, el hombre más destacado del equipo y autor de varios de esos triunfos, finalizó décimo en el ranking mundial de la UCI, mientras que por equipos quedaron decimoterceros de la Primera división; ambos puestos suponían para el conjunto las mejores clasificaciones cosechadas en sus diez años en activo.

#### Pocas oportunidades y crítica de Julen Fernández
Al margen de los éxitos cosechados, ese año la formación únicamente dio la posibilidad de estrenarse como profesional a un ciclista procedente del campo amateur, Dioni Galparsoro; se trataba de un dato inédito en la historia de la escuadra, que hasta entonces se había caracterizado por tener a varios debutantes en sus filas cada temporada. El mánager general Miguel Madariaga, que tras renovar a sus tres líderes estaba inmerso en el resto de negociaciones contractuales, achacó esa escasez de oportunidades a "diferentes circunstancias" y dijo que su intención era la de volver a contar con varios neoprofesionales. La situación ponía no obstante al descubierto los problemas del equipo para conciliar unos objetivos deportivos cada vez más ambiciosos con su tradicional impronta de dar la alternativa a los jóvenes.
El bilbaíno David Herrero, que en cada una de sus dos temporadas había logrado alguna victoria, mostró su deseo de permanecer; Madariaga dijo sin embargo que no podía llegar al sueldo que pedía su representante, y el ciclista acabaría firmando por dos años con el más modesto Costa de Almería-Paternina. En el mismo equipo que el de Recalde acabaría el descartado Lander Euba, quien agradeció a su hasta entonces director Julián Gorospe las buenas referencias que le había dado al responsable del equipo almeriense, y que habrían facilitado su fichaje por el conjunto andaluz.
El corredor de segundo año Julen Fernández, por su parte, realizó una dura crítica al equipo: tras enterarse por la prensa de que la escuadra había decidido no renovarle, sin que el director Julián Gorospe se hubiera puesto en contacto con él para comunicárselo, el corredor reveló que cuando llamó a Gorospe para preguntarle sobre lo publicado en la prensa este le dejó ver que era cierto que no contaban con él, y que la decisión habría sido tomada entre el propio Gorospe y el doctor Jesús Losa, de quien el corredor dijo que "hoy en día el médico [Jesús Losa] en el equipo Euskaltel es lo máximo, él es el que decide". El sestaotarra denunció el mal trato humano que había recibido durante su estancia en la formación (especialmente por parte de un Gorospe "que tiene engañada a mucha gente"), así como que se le habían dado pocas oportunidades para demostrar su valía, e incluso se le habría perjudicado adrede con un calendario de pruebas menores y sin tiempo para preparar adecuadamente su principal objetivo, el Tour del Porvenir. Fernández, que dijo haberlo pasado mal psicológicamente y haber visto "cosas raras" desde su llegada a la escuadra, lamentó su experiencia como naranja: "Tantos años de preparación, corriendo en juveniles, tu ilusión de toda la vida, pasar a profesionales y ver esto aquí...". El vizcaíno, séptimo en Guecho y décimo en Urkiola, no pudo encontrar equipo profesional para la siguiente temporada y tuvo que recalificarse como ciclista aficionado.

### 2004
La formación encaraba en 2004 la que se anunciaba como su campaña más ambiciosa, espoleada por los resultados del año anterior y con el Tour de Francia como gran objetivo. La plantilla no sufrió grandes variaciones, confiándose en el bloque de la temporada previa. Los únicos fichajes fueron los de Iker Camaño y Joseba Albizu, ambos formados como aficionados en el Cafés Baqué y que habían debutado como profesionales en el Phonak y el Mercatone Uno respectivamente; la incorporación de Albizu fue promovida por su amigo Iban Mayo y el representante de este, Sabino Angoitia. Por otra parte, para ese año la formación subió del campo amateur a cinco neoprofesionales: cuatro procedentes del Orbea-Olarra (incluido Koldo Fernández de Larrea) y uno del Caja Rural (Gorka Verdugo).
En la presentación de la escuadra el presidente del patrocinador principal Euskaltel, José Antonio Ardanza, afirmó que "lo fundamental de este equipo es la palabra Euskadi. Somos mucho más que la escuadra de una marca comercial", y recalcó a los corredores que "sois un símbolo de este país y de una grandísima afición que tiene depositadas muchas esperanzas en vosotros"; los otros grandes patrocinadores eran el Gobierno Vasco y las diputaciones forales de los territorios históricos de Vizcaya y Guipúzcoa. El acuerdo por el que esta última se incorporaba por primera vez al proyecto fue oficializado días después en la sede del ente foral en San Sebastián, en un acto presidido por el diputado general guipuzcoano Joxe Joan González de Txabarri.

#### La primavera de Mayo, ganador en Asturias y Dauphiné
El casillero de victorias se estrenó pronto gracias a Unai Etxebarria y su victoria en el Trofeo Calviá de la Challenge de Mallorca, la primera carrera que disputaba la formación esa temporada.
El protagonista de la primavera del equipo sería, un año más, Iban Mayo. El vizcaíno, séptimo en la Semana Catalana, llegaba en abril ante su afición para correr la Vuelta al País Vasco tras haberla ganado un año antes. Después de que en la etapa reina disputada el penúltimo día Denís Menshov coronara el alto de Azpíroz (donde Mayo tuvo una caída que le obligó a remontar) para llegar en solitario a Lecumberri y situarse como nuevo líder por 14 s, Mayo y David Etxebarria intentaron arrebatarle el maillot amarillo al ruso en la lluviosa doble jornada final de Lazcano, aunque sin éxito: en el montañoso sector matinal el ruso llegó con ellos a meta, mientras que en la corta contrarreloj vespertina se confirmó el triunfo global de Menshov; ambos se mostraron resignados ante la superioridad del ganador. Mayo concluyó la ronda vasca segundo (a 21 s) y David Etxebarria tercero (a 22 s), por lo que hubo dos representantes naranjas en el podio; además la escuadra se impuso por segundo año en la clasificación por equipos, aunque sin lograr ningún triunfo de etapa en esta ocasión tras acumular tres segundos puestos (dos de Samuel Sánchez, y uno de Etxebarria).
Mayo prolongó su buen estado de forma para conseguir varias victorias en mayo, como su triunfo global en la Clásica de Alcobendas tras ganar dos de las tres etapas, incluida la decisiva etapa de Navacerrada en la que aventajó en más de un minuto al resto. Días después ganó las dos carreras asturianas. En la Subida al Naranco se impuso a Miguel Ángel Martín Perdiguero y Leonardo Piepoli, y a continuación se hizo con la Vuelta a Asturias: segundo en la etapa reina con final en El Acebo, en la última jornada demarró a 50 km de meta aprovechando un repecho adoquinado en Cudillero y apoyándose en la estrategia diseñada por su director Julián Gorospe llegó a Oviedo como uno de los fugados del día, arrebatando así el liderato a Félix Cárdenas para adjudicarse la general con más de un minuto de renta sobre el colombiano; el cuadro naranja completó su buena actuación con el tercer puesto de Haimar Zubeldia.

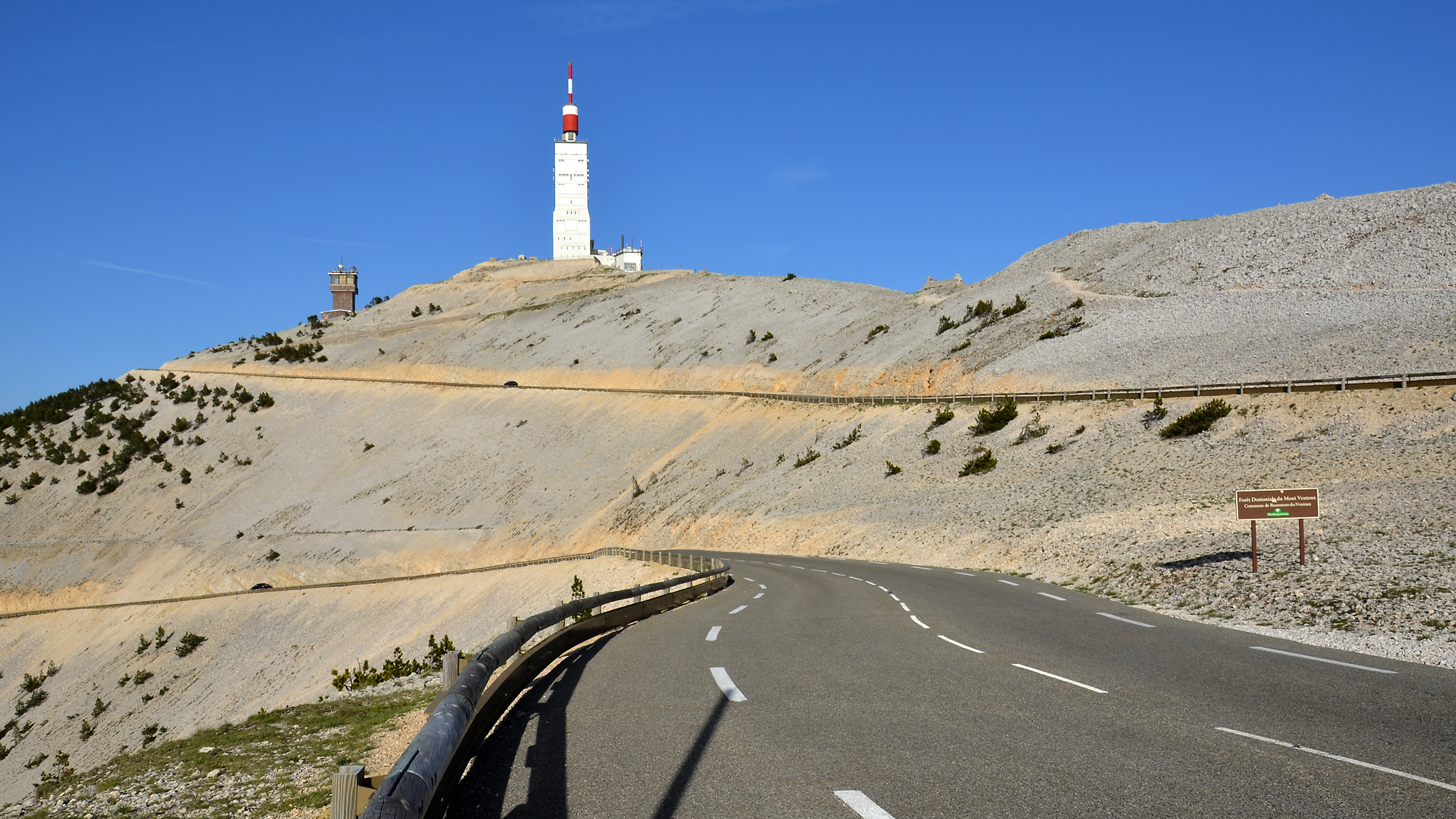
Vertiente sur del Mont Ventoux, donde Mayo ganó la cronoescalada de la Dauphiné con un nuevo récord.

Tras unas semanas alejado de las carreras para preparar el Tour de Francia, Mayo regresó a la competición para completar su aproximación al gran objetivo de la temporada corriendo varias carreras galas. En la Clásica de los Alpes, de un día, fue segundo en el grupo de ocho que llegó destacado a meta al vencerle al sprint Óscar Pereiro. Su momento llegaría en la Dauphiné Libéré, donde ganó la general y dos etapas, ambas cronometradas: la jornada prólogo de Megève, y especialmente la decisiva cronoescalada del Mont Ventoux, donde realizó una exhibición (récord de la difícil vertiente sur desde Bédoin incluido) para batir en la ascensión del paisaje lunar por casi dos minutos a Lance Armstrong (en ese momento quíntuple ganador del Tour). En el podio de Grenoble le acompañaron Tyler Hamilton y Óscar Sevilla, ambos del Phonak, con Armstrong cuarto.

#### Controversia y triunfo en Arrate en la Bicicleta Vasca
La participación del equipo en la Bicicleta Vasca comenzó marcada por lo ocurrido con David Etxebarria en el control antidopaje previo a la carrera: el corredor dio una tasa de hematocrito (concentración de hematíes en sangre) superior a la permitida, por lo que no pudo tomar la salida. El hecho de sobrepasar el límite máximo de hematocrito permitido (en general, el 50%) se consideraba un indicio de dopaje sanguíneo, aunque al no ser un positivo no conllevaba una sanción formal y obligaba únicamente al corredor a permanecer fuera de la competición durante dos semanas por motivos de salud (se entendía que un hematocrito tan alto era un riesgo para el propio deportista). Etxebarria contaba con un certificado médico que le permitía tener un hematocrito superior al habitual (hasta el 52%) aduciendo causas genéticas, pero antes de la prueba vasca superó ese nivel hasta llegar al 52,8%, ocho décimas más que el máximo autorizado en su caso. El entorno del abadiñotarra negó que el motivo fuera que se hubiera dopado con EPO y achacó la situación a una deshidratación por problemas gastrointestinales (diarreas) que sufría desde días antes; dos corredores del Cafés Baqué, Unai Elorriaga y Alberto Hierro, dieron también un hematocrito alto que según su director se debería a problemas digestivos secundarios a la ingesta de una menestra.
En la tercera etapa Roberto Laiseka se fugó en las rampas de Santa Águeda con Ángel Vicioso, pero ante la falta de colaboración de este el vizcaíno, visiblemente airado, se negó a tirar en solitario y fueron neutralizados; poco después, en ese mismo alto, el temperamental Laiseka (al que su equipo había dejado fuera de su selección para el Tour de Francia) volvió a atacar y puso en evidencia a su jefe de filas Haimar Zubeldia. El Liberty Seguros de Manolo Saiz aprovechó la situación para llegar a la meta de Bidegoyan con tres hombres en cabeza (Vicioso, Koldo Gil y el favorito Roberto Heras), mientras que Laiseka tuvo que irse atrás para ayudar a un Zubeldia descolgado por el ataque que le había lanzado él mismo, acumulando ambos un retraso de 26 segundos. Lo acontecido ese día dio lugar a algunas críticas por parte de prensa y aficionados.
En la doble jornada de Abadiano, marcada por la contrarreloj vespertina, Zubeldia rindió por debajo de lo esperado contra el crono a pesar de ser su especialidad y se vio superado por escaladores como Heras o el propio Laiseka. En la tradicional última etapa con final en la subida a Arrate el equipo protagonizó una estrategia de continuos ataques rematada por Laiseka, quien se hizo con la victoria parcial en el santuario eibarrés; además, el guechotarra concluyó segundo en la general, con su compañero Samuel Sánchez tercero, en una edición en la que el maillot azul de ganador absoluto fue para el bejarano Roberto Heras. El resultado final sirvió para mitigar en parte lo ocurrido durante la ronda vasca: "En realidad es como si hubiéramos fallado en el primer examen, y ahora hemos ido a la recuperación y hemos aprobado" fue el balance de Laiseka, quien dedicó su triunfo en Arrate a Gorka Gerrikagoitia, director del equipo en esa carrera.

#### Rumores, caso Cofidis y final del doctor Losa
En junio de 2004 saltó a la prensa que Lance Armstrong habría enviado un año antes un correo electrónico a la UCI alertando a dicho organismo de las técnicas de dopaje sanguíneo que estarían utilizando algunos equipos, empleando supuestamente productos tales como la hemoglobina sintética obtenida a partir de sangre bovina. Aunque los rumores apuntaban a que sospecharía del Euskaltel-Euskadi, el texano negó que hubiera señalado a ningún equipo o corredor concreto y desde la escuadra naranja el jefe médico Jesús Losa se limitó a decir que "nosotros no nos damos por aludidos".
Ese mismo mes se conoció que en el marco del Caso Cofidis, la investigación judicial que investigaba una trama de dopaje en el seno del conjunto galo homónimo, el ciclista David Millar había implicado a Losa. El escocés, afincado en Biarritz (País Vasco francés) y detenido por la policía francesa en posesión de dos jeringuillas con restos de EPO, declaró que fue el doctor vallisoletano quien le había facilitado la sustancia dopante; según Millar, Losa llevaba siendo su médico particular desde 2002 y él mismo le había pedido que le suministrara EPO a cambio de 12.000 euros anules.
A las dudas que todo ello generaba sobre la formación vasca se unían los resultados sospechosos (aunque no positivos) por valores anómalos de hematocrito que habían arrojado dos de sus ciclistas en el intervalo de unas semanas: al episodio de David Etxebarria (tasa superior a la permitida en la Bicicleta Vasca, justificada como una deshidratación) se sumó el de Gorka González en la misma antesala del Tour de Francia (ecuación de Gore sugestiva de manipulación). Losa, quien aconsejado por su abogado había decidido no desplazarse a Francia para seguir la carrera, achachó el caso de González a que este habría estado entrenando en altitud y señaló que había cierta disparidad de resultados entre los controles internos y los oficiales de la UCI.
Poco después, el mismo día en que arrancaba el Tour y forzado por la organización, el equipo anunció que apartaba de su disciplina al médico Jesús Losa. Al preguntársele si era posible un ciclismo "sin química" (sin dopaje), Losa señaló que un ciclista "necesita la ayuda de un masaje y de otras cosas que siempre han acompañado al ciclismo", añadiendo que el deportista profesional "necesita ayudas, de material, mecánicas, médicas, de entrenamiento...".

#### Un Tour decepcionante: de aspirantes a retirados
Las actuaciones de Iban Mayo y Haimar Zubeldia en el Tour de Francia del año anterior, y especialmente el buen papel de mayo de abril a junio (incluida su exhibición en el Mont Ventoux ante Lance Armstrong en la Dauphiné Libéré), hacían que el jefe de filas naranja fuera señalado como uno de los principales aspirantes al podio o incluso a ganar el maillot amarillo ese año, frente a un Armstrong que buscaba su sexto Tour y era el principal favorito para el triunfo final. Con su reciente estado de forma como principal aval, las dudas sobre Mayo se centraban en si habría realizado demasiados esfuerzos antes de la gran cita del año, así como el retraso que pudiera acumular el conjunto respecto a otras escuadras en la contrarreloj por equipos.
La participación del equipo en el Tour, asegurada sin necesidad de invitación desde principios de año, se encontró con problemas ya antes de empezar: tras perder por unos valores de hematocrito anómalos a Gorka González (el zarauzano no pudo tomar la salida, por lo que arrancarían con ocho corredores, uno menos que el resto), se sumó la controversia en torno a la figura de su médico Jesús Losa, finalmente apartado cautelarmente el mismo día que se iniciaba la ronda gala en Lieja. A todo ello se sumaba la expectación creada en torno a Mayo, que fue objeto de un intenso seguimiento mediático ya durante los días previos, con periodistas que incluso le seguían en moto en sus entrenamientos.
En la primera semana de competición Mayo cayó al suelo en la llana etapa de Waterloo unos kilómetros antes de encarar los dos tramos de pavé, cediendo en meta casi cuatro minutos respecto al pelotón; se daba la circunstancia de que ese año el cuerpo técnico había seleccionado gregarios de un perfil más rodador para proteger al escalador en un terreno que no era el suyo hasta que llegaran las etapas de montaña. En la contrarreloj por equipos de Arrás, disputada bajo la lluvia, la formación naranja tuvo una actuación mejor de la esperada bajo el liderazgo de Mayo y cedió menos de tres minutos respecto al US Postal de Armstrong. Miguel Madariaga, a quien los jueces rechazaron unos cascos aerodinámicos no homologados, se quejó del a su juicio excesivo celo con que los inspectores antidopaje seguían a sus corredores, con controles sorpresa a horas calificadas como intempestivas. Madariaga cargó también contra Jean-René Bernaudeau, director del Brioches La Boulangère, al que llamó "baboso, indeseable y tonto" después de las insinuaciones de este.
Sin embargo, con la llegada de la alta montaña en los Pirineos quedó al descubierto el mal estado de forma de los líderes naranjas. Zubeldia, tras ceder más de 18 min en La Mongie (meta situada a media ascensión del Tourmalet), se retiró un día después camino a Plateau de Beille. Mayo, por su parte, fue noveno en la jornada de La Mongie, mas en la siguiente etapa perdió más de media hora: el vizcaíno llegó a echar pie a tierra para entrar en un coche y abandonar en un puerto de segunda categoría, pero David Etxebarria le convenció a gritos para que no se retirara cuando había miles de aficionados vascos que se habían desplazado a la cordillera pirenaica para animarles. Tras perder casi un cuarto de hora más camino a Nimes, en la jornada de descanso no podía seguir a sus compañeros en el entrenamiento a ritmo suave que realizaron, y el día que la carrera enfilaba a los Alpes se montó en el coche de su novia y se marchó sin tomar la salida.
Al margen de la pobre imagen deportiva, con ambos líderes retirados y el gregario Iker Camaño como mejor clasificado en la general final (a 47 minutos), la ronda gala dejó también motivos de preocupación extradeportiva: en Plateau de Beille, con las noticias del abandono de Zubeldia y el notable retraso de Mayo, una parte exaltada de la marea naranja se desentendió de la carrera y empezó a increpar a corredores de diversos equipos, volcando su frustración sobre ellos y llegando a patear y golpear al coche de la escuadra naranja durante la ascensión final; este sector, con características propias de aficionados al fútbol, contrastaba con los tradicionales aficionados vascos al ciclismo que aplaudían y animaban a todos los corredores, fueran o no de su equipo.

#### Discrepancias entre Mayo y el equipo
Tras abandonar el Tour de Francia, Iban Mayo realizó unas controvertidas declaraciones al diario Deia: "Lo que no puede ser es que sea siempre yo el que le tenga que sacar las castañas del fuego al equipo. Son otros los que tienen que dar el callo en la Vuelta a España. Hay otros corredores, fichados como estrellas, que pueden hacer un gran papel". Esas manifestaciones motivaron el enfado del mánager general Miguel Madariaga, quien entrevistado por ETB señaló: "Sus declaraciones han hecho mucho daño tanto dentro como fuera del equipo. Están fuera de lugar y son un desprecio muy grande hacia sus compañeros. Lo que se le pague a un corredor o a otro sólo es asunto del equipo". Además, el mandatario de la formación señaló que desde su retirada de la Grande Boucle tanto el director deportivo Julián Gorospe como él mismo habían intentado ponerse en contacto con el corredor, sin éxito; la crisis hizo que surgieran informaciones que apuntaban a que Mayo estaría en el mercado con una cláusula de 900.000 euros, aunque tras una reunión aclaratoria entre ambas partes Madariaga negó esa posibilidad. El responsable de la escuadra dio por zanjado el enfrentamiento, aunque reconoció que las declaraciones del corredor habían generado malestar entre algunos integrantes de la plantilla y el ambiente se había enturbiado. Mayo concedió que "quizá se hablaron muchas cosas en caliente" y explicó que tras lo ocurrido hubo algunos cambios internos.
Por otra parte, los motivos del decepcionante rendimiento de Mayo en el Tour fueron objeto de discrepancia entre los responsables del equipo y el ciclista: mientras que Madariaga achacó lo ocurrido a causas psicológicas y a que el corredor no había podido manejar la desbordante presión del entorno, el pedalista dijo que el motivo era físico y que no se había encontrado bien desde la caída del tercer día. Tiempo después Mayo afirmaría que la caída no había sido el motivo principal, ya que se habría sentido mal desde días antes. Tras su abandono se sugirió que podría padecer un proceso vírico, y se anunció que sería sometido a diversas pruebas diagnósticas. Los primeros resultados mostraron que padecía una sobrecarga muscular, y se anunció que Mayo volvería a la competición con el objetivo de luchar por alguna victoria de etapa en la Vuelta a España. Sin embargo, poco después se descartó su participación por padecer una mononucleosis infecciosa (virus de Epstein Barr) que se habría iniciado ya antes del Tour para desarrollarse plenamente durante la ronda gala; según la analítica Mayo tenía a mediados de agosto una tasa de hematocrito del 37%, y su enfermedad fue seguida desde La Coruña por el médico gallego del equipo Juan Manuel Rodríguez Bastida.

#### Sin victorias hasta final de temporada
Al decepcionante papel desempeñado en el Tour de Francia disputado en julio siguieron meses sin obtener ningún triunfo, en una racha negativa que seguía situando su última victoria en junio.
El propio Miguel Madariaga tachó de "nefasto" el nivel mostrado por la escuadra en las siguientes competiciones.

La situación no mejoraría en la Vuelta a España, donde tuvieron una pobre actuación, incluida la última posición en la contrarreloj por equipos. El teórico jefe de filas Haimar Zubeldia quedó descartado para la general ya en las primeras etapas con dificultades montañosas en su perfil: entre las dos jornadas de media montaña de la primera semana en Castellón había cedido más de nueve minutos, perdiendo sus opciones cuando restaban aún las tres contrarrelojes individuales y toda la alta montaña. El resto de corredores tampoco rindieron al nivel deseado y la escuadra pasó por la carrera prácticamente desapercibida, llegando a reconocer que la Vuelta se les estaba haciendo muy larga.
En la parte final de la temporada Samuel Sánchez ganó la Escalada a Montjuic, tras imponerse en las dos mangas (en ruta y contrarreloj). Esos triunfos en la montaña mágica barcelonesa eran los primeros del asturiano desde su debut como profesional, rompiendo así con una larga trayectoria de buenos puestos sin victorias; este primer éxito se producía no obstante en una competición en la que solo tomaron la salida 28 participantes.
La otra noticia de la parte final de la temporada fue el estreno de Igor Antón en la categoría: procedente del campo aficionado, donde había militado en el filial Orbea-Olarra, el prometedor galdacanés fue seleccionado para participar con el conjunto naranja en el Tour del Porvenir. Madariaga dijo de él que era prácticamente el único sub-23 al que veía con el nivel necesario para darle la alternativa.

### 2005

#### Estreno en el ProTour y reordenación interna y de la base
De cara a 2005 la organización del ciclismo en ruta experimentaría una profunda transformación: la UCI decidió crear una liga cerrada, el ProTour, que englobaría las mejores carreras del mundo (las tres grandes vueltas, así como las principales rondas por etapas de una semana y las grandes clásicas) y los 20 mejores equipos (ProTeams), que tendrían su participación garantizada (y obligada) en todas esas citas. Los responsables de la formación se fijaron como objetivo ser una de esas escuadras, presentando su candidatura para lograr una de esas preciadas licencias ante la sede de la UCI en Suiza; el 8 de septiembre de 2004 el organismo anunció que Euskaltel-Euskadi había sido seleccionado para ser uno de los equipos de la élite mundial. La formación introdujo para esa nueva etapa algunas modificaciones menores en su equipación, como el cambio de las letras de Euskaltel (de azul a blanco), aunque seguiría con su característico color naranja.
Con un presupuesto cercano a los 7 millones de euros, la mayor parte del mismo ya comprometido en los contratos plurianuales de sus principales hombres, el equipo realizó las renovaciones del resto a la baja, consciente de la posibilidad de que algunos de ellos optaran por marcharse: los veteranos Roberto Laiseka y Alberto López de Munain aceptaron continuar, mientras que David Etxebarria decidió no hacerlo y fichó por el Liberty Seguros, en lo que suponía su vuelta a la escuadra del director Manolo Saiz.
La principal incorporación de ese año fue la llegada de Aitor González, ganador de la Vuelta a España 2002 con el Kelme y que había tenido una irregular trayectoria en el Fassa Bortolo; con un contrato firmado para un solo año, era el primer ciclista ganador de una gran vuelta que formaba parte del conjunto naranja. El otro fichaje fue el de David Herrero, quien regresaba al equipo después de haber logrado el año anterior dos victorias en las filas del modesto Costa de Almería-Paternina, mada. El único neoprofesional sería David López, que había sido sexto en el Tour del Porvenir con el Cafés Baqué, al margen de la continuidad de Igor Antón tras haber debutado con la formación mediada la temporada previa. Con un calendario más amplio que el hasta entonces habitual debido al UCI ProTour (estreno obligado en el Giro de Italia incluido), el conjunto afrontaba la temporada con el objetivo de resarcirse de la mala segunda parte de la temporada anterior, y con la incógnita de cómo se repartiría el calendario entre la plantilla.
En cuanto al cuadro médico, tras la salida de Jesús Losa el equipo intentó fichar al doctor Sabino Padilla, pero el jefe de los servicios médicos del Athletic Club rechazó la oferta. Finalmente la formación contrató al médico José Ibarguren (quien ya estuvo con el Euskadi en 1995, y que posteriormente había pasado por Banesto, Lotto y Lampre), acompañado por el galeno Juan Manuel Rodríguez Bastida que continuaba en la formación naranja. Hubo también cambios en el plano operativo, ya que se acondicionó su sede ubicada en Derio para que acogiera todo el material del equipo, dejando así de utilizarse el caserío Kanpos-Enea de Isasondo (Guipúzcoa) perteneciente al mecánico José Cruz Mujika.
Por otra parte, y dentro de la reestructuración emprendida por la UCI, el ente federativo creó por debajo de los equipos ProTeam (primera división mundial) las categorías Profesional Continental (segunda) y Continental (tercera). Miguel Madariaga decidió reconvertir su hasta entonces conjunto amateur Orbea (continuador del creado por él en la década de 1980) en una formación Continental, que serviría de puente entre el campo aficionado y la primera categoría del profesionalismo con una función eminentemente formativa, actuando como el vivero del que luego se seleccionaría a los futuros integrantes del Euskaltel-Euskadi. Para esa nueva andadura del filial se seleccionó como director deportivo al exciclista Jon Odriozola, recién retirado; en su primer año este conjunto Orbea se nutriría fundamentalmente de ciclistas que habían corrido como aficionados en sus filas. Aquellos que debían seguir en el campo amateur recalaron en su mayoría en el Seguros Bilbao, un nuevo equipo creado por Mikel Madariaga (hijo de Miguel Madariaga) y dirigido por Xabier Artetxe (director del hasta entonces Orbea amateur).

#### Inicio de temporada sin triunfos hasta la irrupción de Herrero
Después de un año con luces y sombras marcado por su insatisfactoria segunda mitad, la formación pretendía revertir la situación; en la presentación oficial el director Julián Gorospe destacó que mása allá del número de triunfos el objetivo sería mantener una buena línea de manera regular. Sin embargo, la primera parte de la temporada siguió la tónica de la última parte de la anterior: sin victorias y retrasados en las clasificaciones. La situación se repetía tanto en las carreras de primer nivel (París-Niza, Tirreno-Adriático, las clásicas de las Ardenas o el Tour de Romandía) como en las pruebas englobadas en el circuito continental: en la Klasika Primavera de Amorebieta el mejor clasificado fue el neoprofesional David López, undécimo, sin que hubiera ningún representante en el grupo de siete corredores que se jugaron una victoria que fue para el exnaranja David Etxebarria.
La Vuelta al País Vasco (englobada en el ProTour) fue muestra de ese mal momento, dado que el conjunto naranja pasó desapercibido en su carrera de casa tras una gris actuación: su jefe de filas, Haimar Zubeldia, concluyó en un lejano 48.º puesto en la general, a casi 6 minutos del ganador Danilo Di Luca y sus acompañantes en el podio de Oñate. Zubeldia había perdido sus opciones ya en las primeras etapas: el primer día una mala colocación del equipo en la cuesta de Gárate hizo que en el pelotón de 42 hombres que bajó en cabeza a la meta de Zarauz no estuvieran ni el usurbildarra ni ningún otro compañero; tras la segunda etapa, con final en el repecho de La Lejana y donde volvió a ceder ante los favoritos, 22 de los 23 equipos participantes tenían al menos un corredor por delante del guipuzcoano en la general. Al mal resultado en la general se uniría el que la escuadra tampoco había estado en condiciones de ganar una etapa, y de hecho la ronda vasca concluyó sin que en ninguna de las cinco jornadas hubiera alguien del equipo entre los diez primeros del día. La pobre actuación naranja contrastó con el protagonismo del debutante Kaiku, un modesto equipo navarro de categoría Profesional Continental surgido a partir del Caja Rural amateur que acudió a la carrera como uno de los tres invitados por la organización: el conjunto rosa se dejó ver en prácticamente todas las etapas, luchando por la clasificación de la montaña y metiendo entre los diez primeros de la general a Ricardo Serrano (décimo, a menos de medio minuto del ganador).

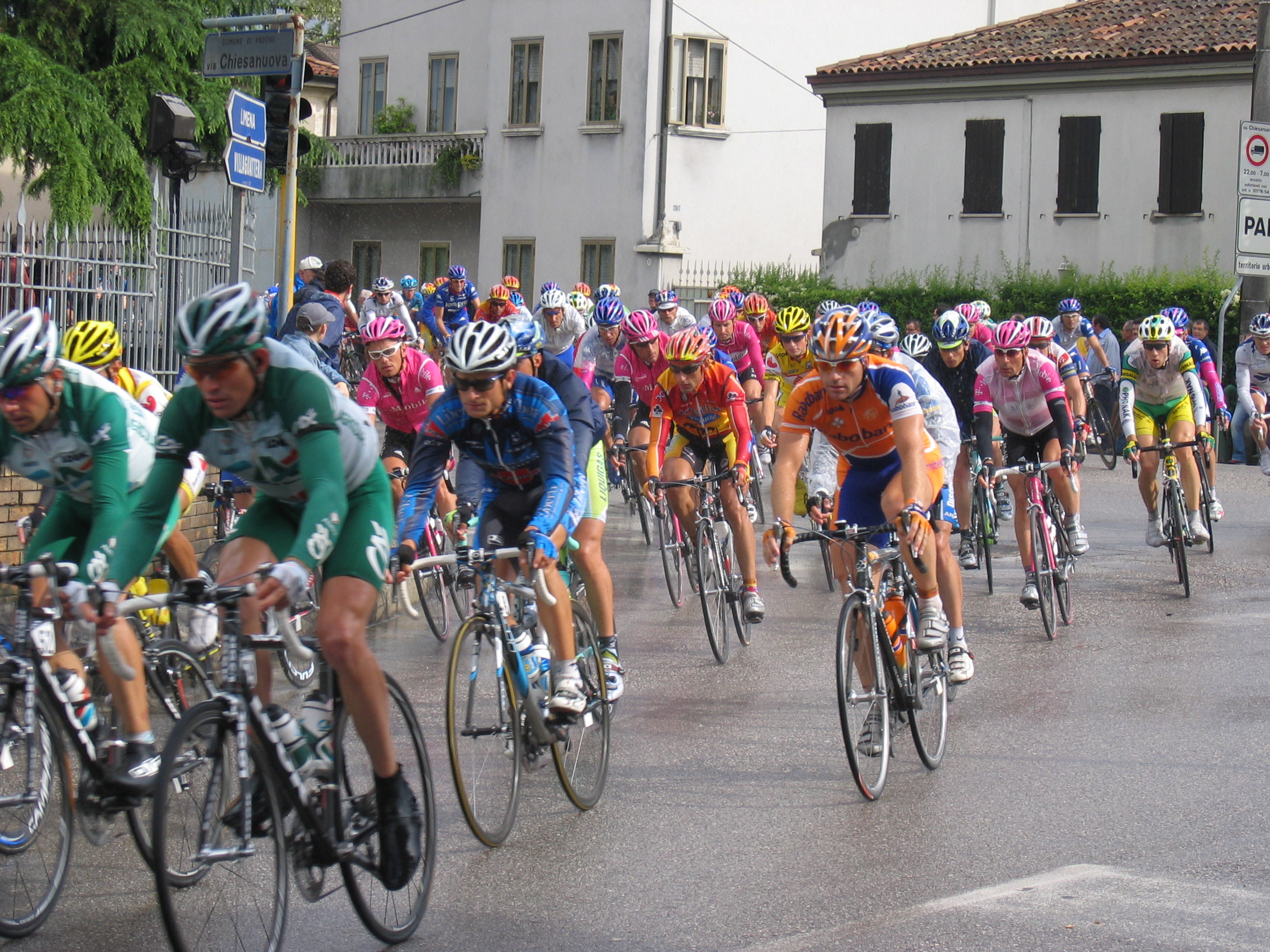
Pelotón del Giro de Italia 2005, en la edición que supuso el estreno del equipo en la gran ronda italiana.

La formación debutó ese año en el Giro de Italia al ser miembro del UCI ProTour; sin embargo, no obtuvo resultados destacables en la ronda italiana: Aitor González se retiró mediada la corsa rosa y su mejor clasificado en la general final fue Samuel Sánchez, 17.º tras acumular un retraso de 21 min 55 s durante las veintiún jornadas camino a Milán. Ese Giro supuso también el debut en una gran vuelta de tres semanas de Igor Antón, quien después lo calificaría como su experiencia más intensa: informado por Gorospe de que participaría solo tres días antes del inicio de la ronda, se dejó ver con un fogonazo en la segunda etapa pero a partir de ahí fue perdiendo mucho tiempo tanto por la falta de fuerzas y la dureza del recorrido como por su propia inexperiencia (deshidratación incluida), aunque logró acabar el Giro y en la penúltima jornada aguantó en el grupo de favoritos durante buena parte de la inédita y dura ascensión a Finestre. Aquella primera participación naranja en el Giro quedó no obstante marcada por la grave caída sufrida por Alberto López de Munain: al hacer el afilador con otro ciclista perdió el equilibrio y se golpeó su cabeza con un guardarraíl, quedando tendido en el suelo inconsciente; el ciclista alavés sufrió importantes lesiones (hidroneumotórax provocado por nueve costillas rotas, fracturas de la clavícula y la escápula izquierdas y diversas contusiones y heridas, aunque sin lesiones cerebrales ni medulares), que forzaron su retirada del ciclismo sin poder participar en ninguna otra carrera.

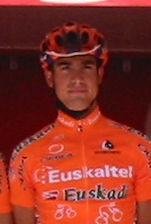
David Herrero terminó el año con cuatro victorias.

Las primeras victorias de la temporada llegaron en mayo, de la mano del repescado David Herrero, quien además logró cada uno de sus triunfos de una manera distinta. El de Recalde se impuso al sprint en la segunda etapa de la Clásica de Alcobendas, y poco después ganó el Gran Premio de Llodio tras haber atacado en el alto previo para llegar en solitario a la meta del valle de Ayala; el corredor bilbaíno daba así un respiro a su equipo, que se encontraba cada vez más presionado tras varios meses sin estrenar el casillero de victorias. Herrero, que aspiraba a llevarse la Bicicleta Vasca, ganó la contrarreloj de Abadiano, pero para entonces se encontraba ya sin opciones en la general: esa edición había quedado ya sentenciada con la cabalgada camino a Tolosa del a la postre ganador absoluto Eladio Jiménez, quien en esa etapa logró varios minutos de renta ante la falta de acuerdo de los directores de las otras escuadras para organizar su persecución desde el pelotón, para desconcierto y enfado de sus propios corredores. El joven Aketza Peña, situado en un grupo intermedio ese día y por el que Julián Gorospe apostó por encima de los teóricos jefes de filas Herrero y Aitor González, terminó tercero en la general tras resistir en la subida final a Arrate; a la conclusión de la ronda vasca, cuando se le preguntó si con otra estrategia podrían haber luchado por ganar la carrera, Gorospe mostró sus dudas sobre esa posibilidad y se reafirmó en su decisión.
Esos primeros buenos resultados del año se habían producido no obstante en carreras modestas fuera del ProTour, y que tenían por tanto una participación inferior.

#### Landaluze: ganador del Dauphiné y positivo revocado
El primer triunfo naranja en el ProTour llegó en la Dauphiné Libéré y tuvo un protagonista inesperado: Íñigo Landaluze. El guechotarra, que después de las dos contrarrelojes y la etapa del Mont Ventoux cedía 4 minutos y medio respecto al entonces líder, se metió en la fuga de trece corredores camino a Grenoble: el ganador de la etapa fue Axel Merckx, pero Landaluze llegó segundo a 2 minutos de él y al tener menor tiempo perdido acumulado que el belga se situó como nuevo líder de la general, después de que el pelotón llegara a más siete minutos del vizcaíno. En la jornada alpina de Morzine-Avoriaz Landaluze aguantó contra pronóstico el maillot amarillo, por lo que a falta del último día mantenía una exigua renta de 49 s sobre Santiago Botero (Phonak), segundo en la general tras adjudicarse la contrarreloj larga y esta etapa reina, y algo más de un minuto sobre Levi Leipheimer y Lance Armstrong (US Postal). El último día presentaba un perfil quebrado jalonado de siete pasos por la cota de Domancy, y estuvo marcado por una intensa pugna: Landaluze, sin compañeros de equipo al haberse retirado todos menos él, cedió en la antepenúltima subida pero logró reintegrarse gracias a David Cañada (Saunier Duval), y tras volver a descolgarse en la penúltima ascensión supo administrar su renta para con la colaboración de Eddy Mazzoleni (Lampre-Caffita) y Marzio Bruseghin (Fassa Bortolo) llegar a la meta de Sallanches a unos segundos de sus rivales.

De esa forma Landaluze se hizo con la general de la Dauphiné Libéré por estrecho margen sobre Botero (a 11 s) y Leipheimer (a 38 s), con Armstrong cuarto (a 59 s); la escuadra se adjudicaba así la carrera gala por segundo año consecutivo, después de que doce meses antes la ganara Iban Mayo. Ese primer éxito del equipo en la recién creada liga mundial del ciclismo llegaba de un corredor que hasta entonces no había logrado ninguna victoria como profesional, habiendo sido su actuación más destacada la de la etapa de Guéret en el Tour de Francia 2004, cuando fue neutralizado por el pelotón a 20 metros de meta. A la conclusión de la prueba tanto los responsables de la formación como el propio corredor reconocieron su sorpresa y satisfacción por el desarrollo de la ronda, destacando asimismo la importancia del triunfo tanto por su prestigio como por el momento en el que llegaba, después de un año sin triunfos relevantes.
Seis meses después de haber ganado la Dauphiné Libéré, la UCI anunció que Landaluze había dado positivo por testosterona en un control antidopaje efectuado durante la carrera francesa. El vizcaíno tenía un certificado médico desde 2001 en el que se detallaba que tenía de manera fisiológica unos altos niveles de testosterona, circunstancia en la que se amparó el corredor para negar que se tratara de un caso de dopaje. Sin embargo, dicho certificado no servía en este caso puesto que el análisis fue efectuado con una novedosa técnica de espectometría (IRMS) que diferenciaba la testosterona endógena (producida por el organismo) de la exógena (dopaje).
La RFEC, organismo competente para sancionar al corredor, archivó el caso sin decretar suspensión alguna, decisión que fue recurrida por la UCI. En 2006 el TAS decidió no sancionar a Landaluze debido a un defecto de forma. La absolución de Landaluze se debió a que las muestras A y B (análisis y contraanálisis, respectivamente, ambas positivas) habían sido analizadas por la misma persona (algo contrario a la normativa, y que se debió a una escasez de personal en el laboratorio de Châtenay-Malabry). Landaluze, que había permanecido nueve meses sin correr, conservó su victoria y volvió a competir en el equipo,

#### Aitor González: fichaje, ganador en Suiza y positivo

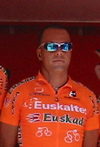
Aitor González, vestido de naranja en la salida de la Bicicleta Vasca.

La principal novedad para 2005 había sido el fichaje de Aitor González, ganador de la Vuelta a España 2002 con el Kelme y que había tenido una irregular trayectoria de dos años en el Fassa Bortolo: en el conjunto italiano logró sendas etapas en el Giro de 2003 y el Tour 2004, pero sin llegar a cumplir las expectativas generadas en su momento como candidato a disputar la clasificación general de las rondas de tres semanas. Del corredor, nacido en Zumárraga y criado en Alicante, circulaban algunos rumores negativos relativos a su estilo de vida que ponían en duda su compromiso con los entrenamientos, así como su tendencia a ganar peso o su supuesta buena relación con el controvertido doctor Eufemiano Fuentes, que sumados a su decepcionante bienio como blanquiazul habían hecho que quedara libre y sin pretendientes. Tras asumir una importante rebaja de su salario llegó a un acuerdo con la estructura naranja para firmar por una temporada, convirtiéndose en el primer ciclista ganador de una gran vuelta que pasaba a formar parte de la escuadra. Su incorporación suponía la llegada de un nuevo jefe de filas para afrontar una temporada con un calendario más amplio por la creación del ProTour, y en palabras de Miguel Madariaga encajaba bien en lo que buscaban en el mercado para reforzar la plantilla. González acudió en mayo al Giro de Italia como jefe de filas al debut del equipo en la corsa rosa, pero se retiró mediada la ronda transalpina. A inicios de junio mostró cierta mejoría en la Bicicleta Vasca, al concluir quinto en la clasificación general.

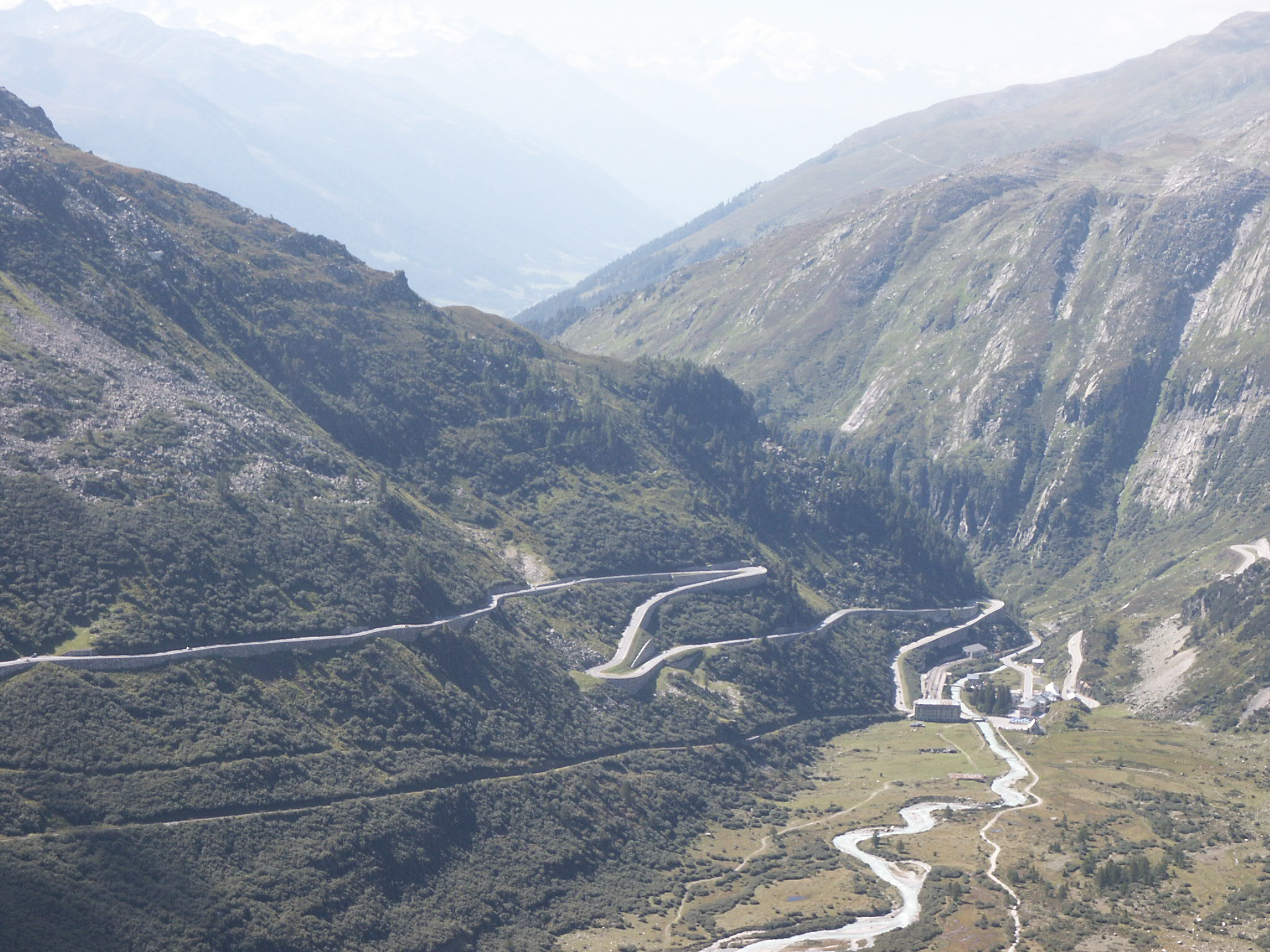
Vista parcial del puerto alpino de Furka, donde se gestó la victoria de Aitor González en la Vuelta a Suiza.

Su gran momento como naranja llegaría en la Vuelta a Suiza, donde se hizo con el triunfo absoluto después de una cabalgada en la dura etapa final que también se adjudicó. Después de un inicio de la ronda helvética alejado de las primeras posiciones, en la penúltima jornada recorto cuarenta segundos al líder Michael Rogers (Quick Step) y afrontaba el último día ocupando la cuarta plaza provisional, a 36 s. En la decisiva etapa final, con tres puertos de categoría especial (Nufenen, Gottard y Furka), Aitor González atacó en la subida a Furka (cerca del glaciar del Ródano) para marcharse en solitario, y tras coronar el alto mantuvo su ventaja en la bajada y el posterior llano hasta llegar victorioso a la meta de Ulrichen, ganando así tanto la etapa como el maillot amarillo de la general. Entre la renta y las bonificaciones Rogers concluyó segundo a 22 s, con Jan Ullrich (T-Mobile) tercero a 1 min 36 s. La buena actuación de González se vio completada con el maillot de la montaña logrado por Roberto Laiseka.
Los triunfos de Íñigo Landaluze en la Dauphiné Libéré y Aitor González en la Vuelta a Suiza llegaron separados por apenas una semana, a mediados de junio, en las dos carreras consideradas como la antesala del Tour de Francia. El director Julián Gorospe, presente en la cita suiza, se felicitó de que el equipo le hubiera dado la vuelta a la situación y justificó la ausencia de victorias obtenidas en los primeros meses por la nueva planificación de la temporada como consecuencia del calendario que imponía el ProTour, y afeó a los impacientes que habían criticado a la escuadra por su pobre arranque.

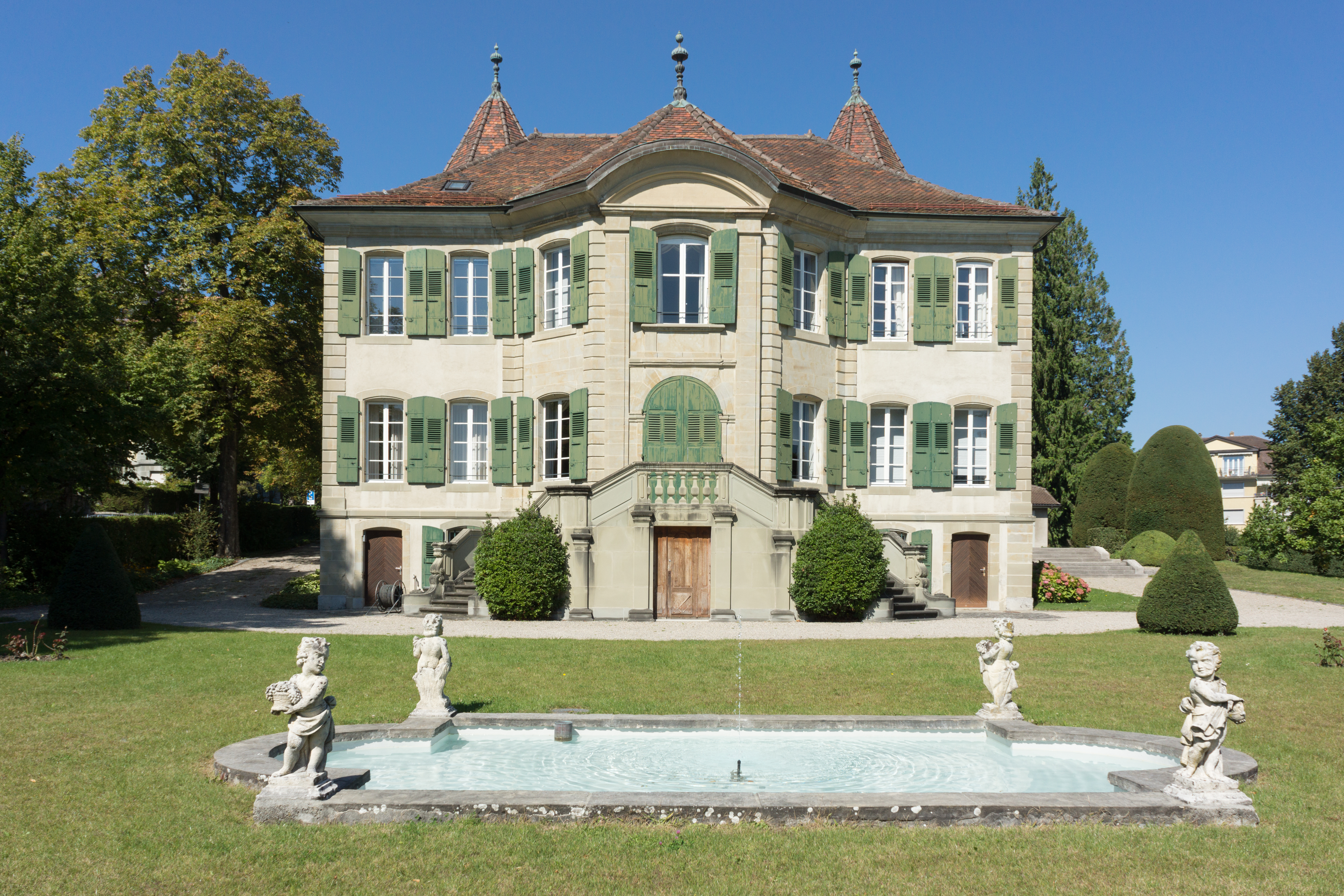
Sede del TAS en Lausana (Suiza); el tribunal dictó una sanción de dos años a Aitor González tras su doble positivo por testosterona en la Vuelta.

Aitor González no acudió al Tour, siendo reservado para la Vuelta a España. Sin embargo no tuvo una actuación destacada y se retiró camino a Ávila, a tres días de que concluyera la carrera, habiendo llegado a un acuerdo verbal (aún no plasmado por escrito) con los responsables del equipo para su renovación. Poco después de la conclusión de la Vuelta se supo que había dado positivo por testosterona en dos controles antidopaje, realizados antes y durante la ronda española. González negó que se tratara un caso de dopaje y atribuyó el positivo a que un suplemento alimentario que había tomado (Animal Pack, comprado en una tienda de culturismo tras sugerírselo un médico no habitual) estaba contaminado con anabolizantes sin que figurara en su etiquetado, presentando para su defensa un informe firmado por José Ignacio Maynar (del laboratorio de la Universidad de Extremadura, y hermano del médico Marcos Maynar). La RFEC se negó a sancionar al corredor, por lo que la UCI recurrió al TAS; el alto tribunal concluyó en base al Código Mundial Antidopaje que el deportista no había aportado prueba suficiente para revocar el positivo, ya que incluso si su argumentación fuera cierta no podía ignorar los peligros a los que se exponía tomando un producto adquirido en esas circunstancias y ese entorno, por lo que fijó una sanción de dos años de suspensión.
Por otra parte, el enfrentamiento entre Aitor González y el médico del equipo Josetxo Ibarguren fue apuntado como el motivo por el cual la formación decidió cambiar a sus galenos a final de temporada, en un proceso en el que abandonaron el equipo Ibarguren y Alfonso Ángulo, siendo sustituidos por los doctores Iñaki Arratibel y Eduardo González Salvador.

#### Otro Tour decepcionante y llamada a la reflexión
Tras el fiasco del último Tour, donde habían acudido con unas altas expectativas que concluyeron con la retirada de Iban Mayo y Haimar Zubeldia, el equipo volvería en julio a la ronda gala encabezado de nuevo por estos corredores con el objetivo de resarcirse. Mayo se fijó como meta terminar entre los tres primeros de la Grande Boucle para subir así al podio de París. Después de las críticas recibidas a su preparación en la temporada previa, donde habría alcanzado su pico de forma demasiado pronto y derrochado fuerzas en las carreras de mayo y junio, Mayo cambió su calendario y realizó en esta ocasión una aproximación más suave: el vizcaíno se presentaba a la salida con menos días de competición y sin victorias en la temporada en curso, y todo ello hizo que los aficionados de la formación albergaran en esta ocasión más dudas sobre sus posibilidades de éxito. El director Julián Gorospe explicó que Zubeldia tendría como misión estar pendiente del jefe de filas Mayo en los momentos decisivos, mientras que cuando se le preguntó sobre la no inclusión de Aitor González tras haberse impuesto en la Vuelta a Suiza, el técnico explicó que prefería reservarlo para la Vuelta a España de septiembre.

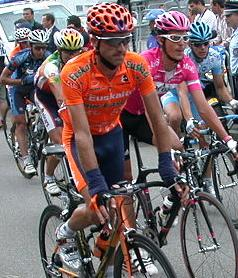
Zubeldia, durante el Tour de Francia.

La formación volvió a realizar un decepcionante Tour de Francia: el teórico líder de la escuadra, Iban Mayo, terminó 60.º a más de 2 horas, después de una pobre actuación. El jefe de filas había quedado sin opciones ya en las primeras etapas de alta montaña: en la jornada inicial de los Alpes perdió 21 minutos en Courchevel, y un día después cedió 22 minutos en Briançon tras descolgarse en el Galibier; Mayo dijo que se había equivocado en su preparación y que debería haber competido en más carreras antes de ir al Tour, y desde el equipo descartaron que pudiera recuperarse para disputar alguna etapa. El mejor clasificado de la escuadra acabó siendo Zubeldia: el guipuzcoano fue el naranja que se mantuvo más cerca de los favoritos en las subidas (aunque sin llegar al nivel de 2003), y tras una mala contrarreloj larga en Saint-Étienne el penúltimo día terminó en un discreto 15.º puesto, a más de 23 minutos de Lance Armstrong, y a más de 17 minutos del podio ocupado por Ivan Basso y Jan Ullrich.
Los malos resultados de cara a la clasificación general, que había sido presentada como el objetivo principal, hicieron que el equipo pasara a buscar mediante alguna fuga un triunfo de etapa en las jornadas restantes (incluido el paso por los Pirineos) como forma de salvar su participación en ese Tour:
 con Mayo fuera de la disputa y un Zubeldia caracterizado por su pedaleo regular sin grandes cambios de ritmo, ese cometido fue asignado a los gregarios Íñigo Landaluze y Egoi Martínez, sin éxito. Iker Flores terminó el Tour como farolillo rojo (último de la general), igual que hiciera su hermano Igor tres años antes; sin embargo, al contrario que entonces en esta ocasión esa condición no fue el resultado de una pugna deliberada entre dos corredores, sino que se debió al tiempo perdido en la primera semana por problemas físicos.
La mala actuación en el Tour por segundo año consecutivo motivó la aparición de críticas por parte de la afición y de la prensa: pese a que la formación había visto notablemente incrementados sus recursos económicos los resultados deportivos eran cada vez peores, había corredores vascos en otras formaciones que estaban teniendo un mejor rendimiento (caso de Juanma Gárate, Patxi Vila, Pedro Horrillo o Koldo Gil) y la preparación específica de Mayo para la ronda gala había resultado un fracaso. Empezaron a circular asimismo rumores que ponían en duda tanto la continuidad del director Julián Gorospe (con quien algunos corredores habrían dejado de hablarse) como la renovación del patrocinio por parte de la compañía Euskaltel, después de haberse experimentado cierto bajón en el seguimiento de la escuadra por parte de los aficionados.
 En ese contexto, el mánager general Miguel Madariaga dijo que su equipo tenía importantes limitaciones por su filosofía, ya que al contar con un mercado restringido para retener a sus ciclistas debía ofrecerles más dinero que otros conjuntos; el mandatario llamó a hacer una reflexión y a "recuperar la garra perdida".
Por otra parte, en la etapa pirenaica de Saint-Lary-Soulan se produjeron algunos incidentes protagonizados por un sector minoritario de los seguidores del equipo: un grupo de personas ataviado con camisetas naranjas apedreó varios vehículos de la caravana del Tour (incluido el camión de TVE que cubría la carrera), además de colocar pegatinas con proclamas abertzales a algunos ciclistas cuando pasaban a su lado; la mayoría de los aficionados vascos desplazados, sin embargo, se comportó pacíficamente y se dedicó a animar desde las cunetas a los corredores, tanto de la escuadra como de otros conjuntos. Estos hechos, que se sumaban a los ocurridos un año antes en Plateau de Beille, hicieron que la organización encabezada por Jean-Marie Leblanc decidiera no volver a programar en domingo una etapa en los Pirineos cercanos al País Vasco: se buscaba así reducir la afluencia masiva de aficionados que se desplazaban para pasar el fin de semana, en aras de prevenir unos sucesos atribuidos a los excesos del sábado noche; en futuras ediciones se realizaría asimismo un llamamiento a la tranquilidad para canalizar el "exceso de entusiasmo" de algunos seguidores por tratarse prácticamante de un equipo nacional.

#### Victorias en la Vuelta con Laiseka y Samuel Sánchez
Tras el mal Tour de Francia, el ciclista que devolvió al equipo a la senda del triunfo fue nuevamente David Herrero, al vencer al sprint la última etapa de la Vuelta a Burgos para sumar su cuarta victoria de la temporada. Herrero ya había sido tercero días antes en el Circuito de Guecho. Ese mes de agosto se produjo también el estreno como stagiaires de los jóvenes Rubén Pérez y Beñat Albizuri, ambos procedentes del filial Orbea.
La escuadra tuvo una destacada actuación en la Vuelta a España, en la que sus ciclistas ganaron dos etapas: e veterano escalador Roberto Laiseka logró en Cerler el tercer triunfo de su carrera en la Vuelta; Días después Samuel Sánchez logró una victoria en el Santuario de la Bien Aparecida. En la competencia, Iban Mayo terminaría abandonando en la quinta jornada por unos dolores de espalda y Aitor González abandonaría a pocos días de que concluyera la carrera, y poco después se conocería su doble positivo por testosterona.
Ese año se retiró Aitor Silloniz, seguido por su hermano Josu tras un accidente de tráfico.